# Niqab

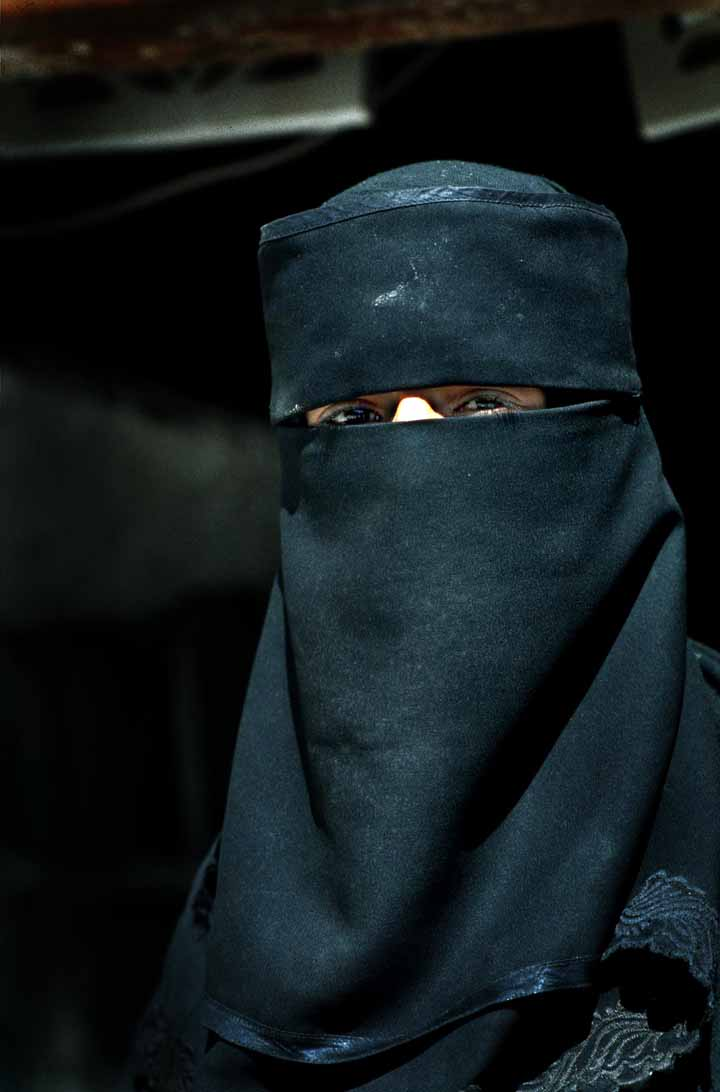
Yéménite portant le niqab.

Le niqab /nikab/ (arabe : نقاب niqāb /nɪˈqɑːb/) est un voile intégral couvrant le visage à l'exception des yeux. Celui-ci est porté par certaines femmes musulmanes et a pour fonction, dans certaines traditions islamiques, de préserver leur pudeur devant les hommes qui leur sont étrangers.

## Histoire

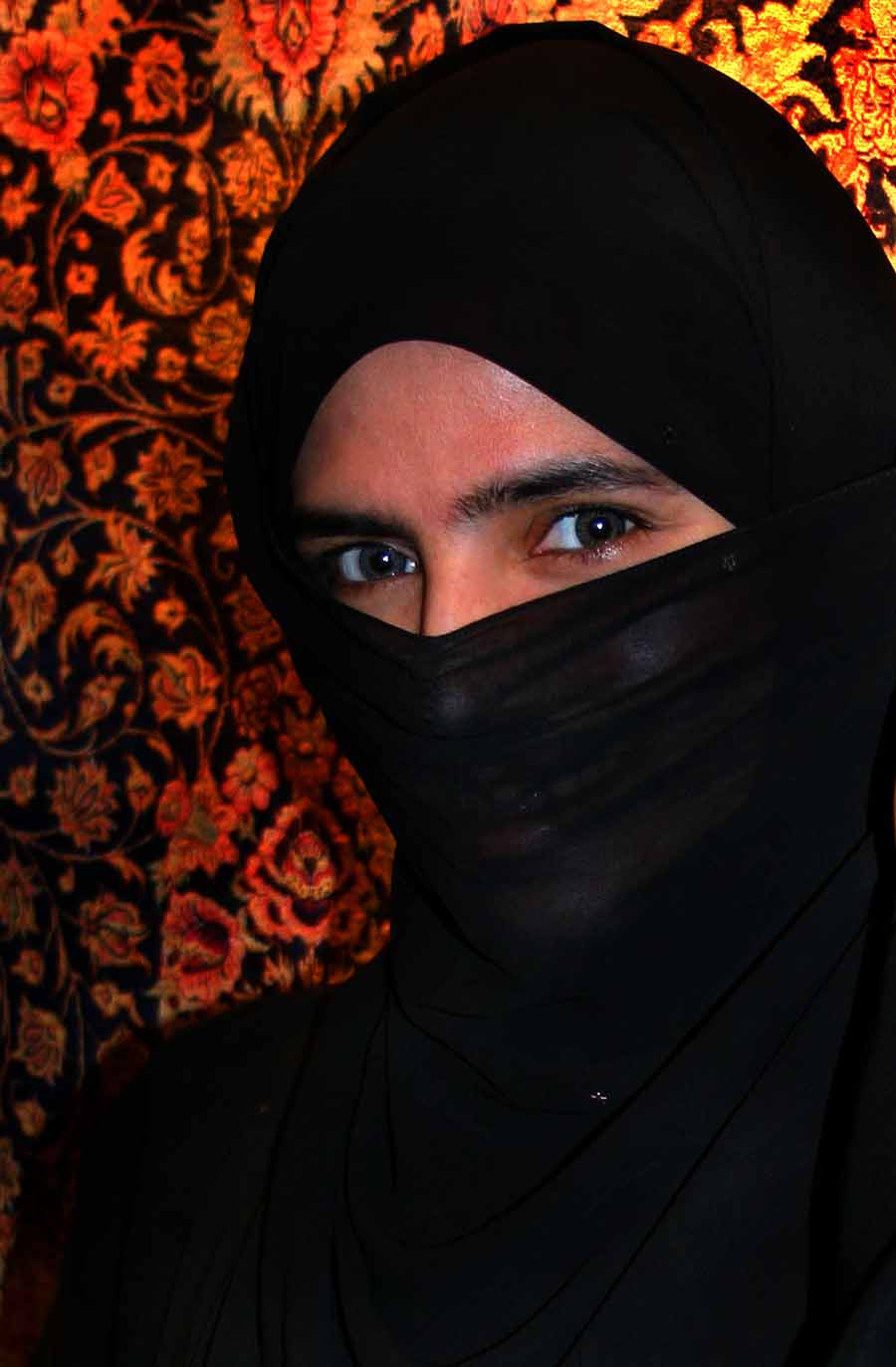
Une femme voilée d'un niqab aux Émirats arabes unis.

Tertullien, né 5 siècles avant Mahomet et l'apparition de l'islam, natif de Tunisie et qui n'est jamais allé en Arabie, écrivait au sujet du voile des vierges : « Les femmes de l'Arabie, toutes païennes qu'elles sont, vous serviront de juges ; elles qui, non contentes de se voiler la tête, se couvrent aussi le visage tout entier, de sorte que, ne laissant d'ouverture que pour un œil, elles aiment mieux renoncer à la moitié de la lumière, que de prostituer leur visage tout entier »
Selon Muhammad Hamidullah, il semblerait que les femmes non-mariées d'Arabie se voilaient dans la période préislamique. Par ailleurs, dans certaines classes de la société, les femmes semblaient se couvrir le visage devant les étrangers comme le laisse penser la philologie.
Le voile couvrant les cheveux des femmes correspond à une tradition proche-orientale mentionnée dès le premier millénaire av. J.C et servant à distinguer les femmes libres des esclaves. Dans la tablette A 40 des lois assyriennes du roi Teglath-Phalasar Ier vers 1000 av. J.-C., il est rendu obligatoire pour les femmes et filles d'hommes libres et interdit aux esclaves et prostituées.
Certains font remonter le voile couvrant le visage à la Bible hébraïque où, dans Genèse 24, 65, on lit que Rebecca « prit son voile et s'en couvrit ». Le voile désignant dans la Bible celui qui couvre le visage selon certains spécialistes.
Les historiens s'accordent en revanche sur la fonction du voile, plus tard, au moment de la diffusion de l'islam ; cette étoffe portée sur les cheveux avait toujours pour vocation de distinguer les femmes esclaves des femmes libres. Aux premiers temps de l'islam, dans la ville de Médine, il était ainsi recommandé aux femmes de le porter lorsqu'elles sortaient du domicile, la nuit, pour faire leurs besoins dans la rue — comme c'était l'usage à cette époque — afin que les hommes ne les confondent pas avec des esclaves dont ils pouvaient librement abuser.
Parmi les 6 236 versets du Coran, trois versets seulement évoquent le voile, dont un, le verset 59 de la 33e sourate, en lien avec ces réalités sociales :

« Ô Prophète ! Dis à tes épouses, à tes filles, et aux femmes des croyants, de ramener leurs capes sur elles. Ce sera pour elles le moyen le plus commode de se faire connaître et de ne pas être offensées. »

— Coran, sourate « Les Coalisés » 33:59
Cette origine, étroitement liée à l'esclavage dans les sociétés anciennes, n'est en général pas mentionnée par les partisans du voile dans les sociétés contemporaines, dans lesquelles cette raison d'être historique, avec l'esclavage, ont disparu.

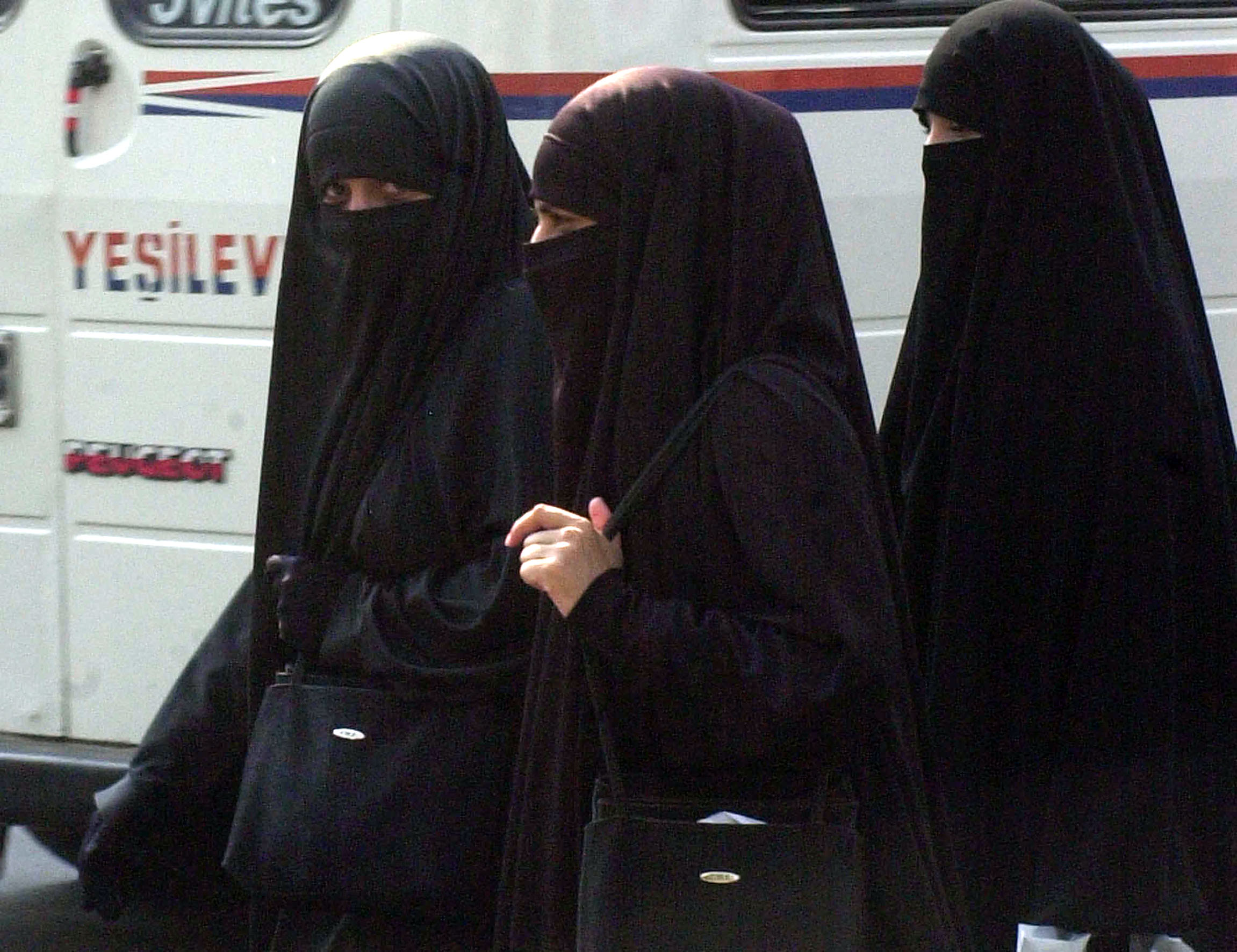
Trois personnes portant le niqab en promenade à Adana en Turquie.

Dans un autre verset traitant de la chasteté (qui concerne les hommes aussi bien que les femmes), le voile ici mentionné est utilisé pour masquer la poitrine et non la chevelure. Il est précisé : 

« Et dis aux croyantes de baisser leur regard, de garder leur chasteté, et de ne montrer de leurs atours que ce qui en paraît et qu'elles rabattent leur voile sur leur poitrine ; et qu'elles ne montrent leurs atours qu'à leurs maris, ou à leurs pères, ou aux pères de leurs maris, ou à leurs fils, ou aux fils de leurs maris, ou à leurs frères, ou aux fils de leurs frères, ou aux fils de leurs sœurs, ou aux femmes musulmanes, ou aux esclaves qu'elles possèdent, ou aux domestiques mâles impuissants, ou aux garçons impubères qui ignorent tout des parties cachées des femmes. Et qu'elles ne frappent pas avec leurs pieds de façon que l'on sache ce qu'elles cachent de leurs parures. Et repentez-vous tous devant Allah, ô croyants, afin que vous récoltiez le succès. »

— Coran 24:31
Le mot arabe employé est khimâr, qui désigne plutôt un « fichu », le mot « foulard » étant trop « moderne » pour l'époque. L'injonction s'adressait aux femmes qui, selon les habitudes bédouines, portaient des étoffes nouées et flottantes.

Le mot hijâb, qui désigne le « voile », apparaît dans un troisième verset assez énigmatique : 

« Et si vous leur demandez [à ses femmes] quelque objet, faites-le à travers un rideau : c'est plus pur pour vos cœurs et leurs cœurs. »

— Coran 33:53
« À travers un rideau » signifie-t-il qu'on doit leur parler derrière un rideau ou qu'elles doivent se couvrir elles-mêmes d'un voile ? Ou encore, comme le pensent les soufis (les mystiques de l'islam), qu'il s'agit du « voile de la pudeur » qui vient du cœur et ne suppose pas une pièce d'étoffe particulière ? Ce n'est pas tranché, mais le Coran n'en dit pas davantage. Des interprétations très différentes de ces mêmes versets ont été produites selon les lieux, les sensibilités et les époques.
Le voile, sous différentes formes, dont le niqab, est resté présent dans certaines régions musulmanes y compris pendant leur colonisation par des populations non musulmanes. Il n'est d'ailleurs pas rare de voir des illustrations de femmes musulmanes datées des années 1880 à 1930 où les femmes avaient le visage recouvert[réf. nécessaire], avec des variantes selon les pays (haïk algérien, etc).
Les premières politiques publiques hostiles au port du voile, au nom de l'égalité de l'éducation entre les garçons et les filles, émanent de dirigeants arabes et se sont diffusées dans les années 1950, pendant et après la décolonisation, en particulier sous l'influence de l'intellectuel d'origine syrienne Michel Aflak, théoricien et fondateur du panarabisme, ou nationalisme arabe. La Syrie, sous l'influence du Parti Baas des origines, inspiré par Michel Aflaq, a été le premier pays, dans les années 1950, à interdire le port du voile dans les écoles (cette interdiction a plus tard été levée par Bachar el-Assad).
Dans cette période des années 1950 aux années 1960, marquée au Moyen-Orient par la diffusion des idées modernes du nationalisme arabe, auxquelles s'opposaient farouchement les dirigeants religieux traditionalistes, ces derniers, avec Sayyid Qutb pour chef de file (inspirateur du salafisme), ont milité en faveur d'une obligation du port du voile pour les femmes.
Aujourd'hui, dans certains pays confrontés au salafisme jihadiste, le niqab est perçu comme sapant la sécurité nationale. Certaines autorités souhaitent que personne ne se masque son visage afin de faciliter l'identification des personnes. Au Sri Lanka, des religieux musulmans ont appelé les femmes musulmanes de ce pays à ne pas couvrir leur visage par crainte de réactions hostiles, après les attentats revendiqués par l’organisation État islamique, qui ont fait 253 morts.

### Prise de position
En octobre 2009, le cheikh Mohammed Sayed Tantaoui, imam de la mosquée al-Azhar du Caire, l'une des institutions de référence dans l'islam, interdit le port du niqab dans les lycées de filles selon son institution. Il a notamment demandé à une étudiante d'enlever son voile intégral, en expliquant que « le niqab n'est qu'une tradition, il n'a pas de lien avec la religion, ni de près, ni de loin » (pour l'Égypte, voir Affaires du voile islamique#Égypte et Droit en Égypte).

## Port du voile dans les pays musulmans

### Algérie
En 2017, un arrêté de la ministre de l'Éducation Nouria Benghabrit-Remaoun interdit le niqab et le voile intégral (cachant le visage) dans les établissements scolaires algériens. Cette décision vise à lutter contre la triche pendant les examens. En 2018, le gouvernement a interdit le port du niqab dans les lieux de travail assignés à des services publics pour des raisons de sécurité et de professionnalisme.

### Arabie saoudite

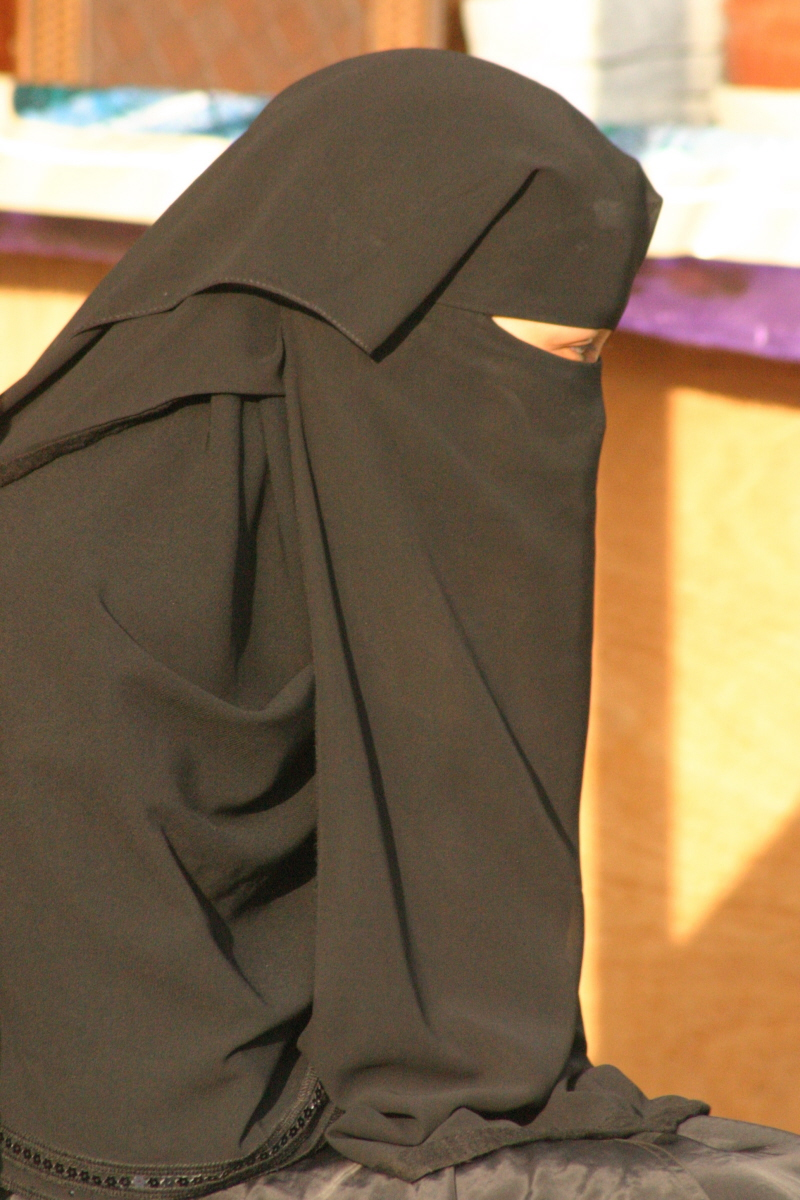
Une femme d'Arabie saoudite portant le niqab.

Aucune loi ne demande le port du niqab en Arabie saoudite mais c'est un élément culturel important dans le pays et la plupart de ses villes comme Riyad, La Mecque, Médine, Abha et la plupart des femmes le portent.
D'après la Charia en Arabie saoudite, les vêtements des femmes doivent respecter les conditions suivantes :
- les femmes doivent se couvrir l'intégralité du corps, mais elles sont autorisées à dévoiler les yeux, afin de décourager l'emploi du maquillage ;
- les femmes doivent porter l'abaya et un voile assez épais pour cacher ce qu'il couvre ;
- les femmes ne doivent pas porter de vêtements qui attirent l'attention des hommes.

### Égypte

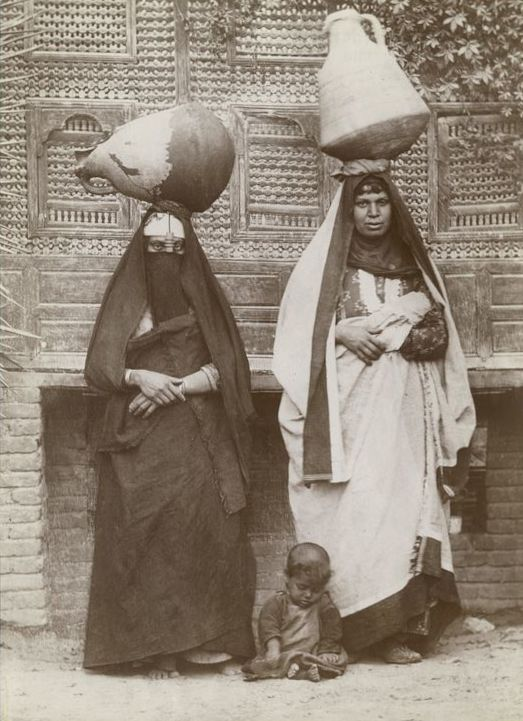
Femmes fellahs en Égypte (années 1860 à 1920).

En Égypte le niqab a une histoire longue et complexe. La société y est à 95 % sunnite et 90 % des femmes ont adopté une forme de voile. Une majorité des Égyptiennes se couvre au moins les cheveux d'un hijab. Le niqab est moins commun mais tend à progresser. Les autorités s'en inquiètent car le voilement complet du visage est un problème de sécurité, mais aussi parce que cette progression est perçue comme une affirmation de la loi islamique contre celle du pays.

Le 8 octobre 2009, l'université al-Azhar, une des écoles de l'islam sunnite les plus réputées, a interdit le port du niqab dans toutes les classes et dortoirs de filles.

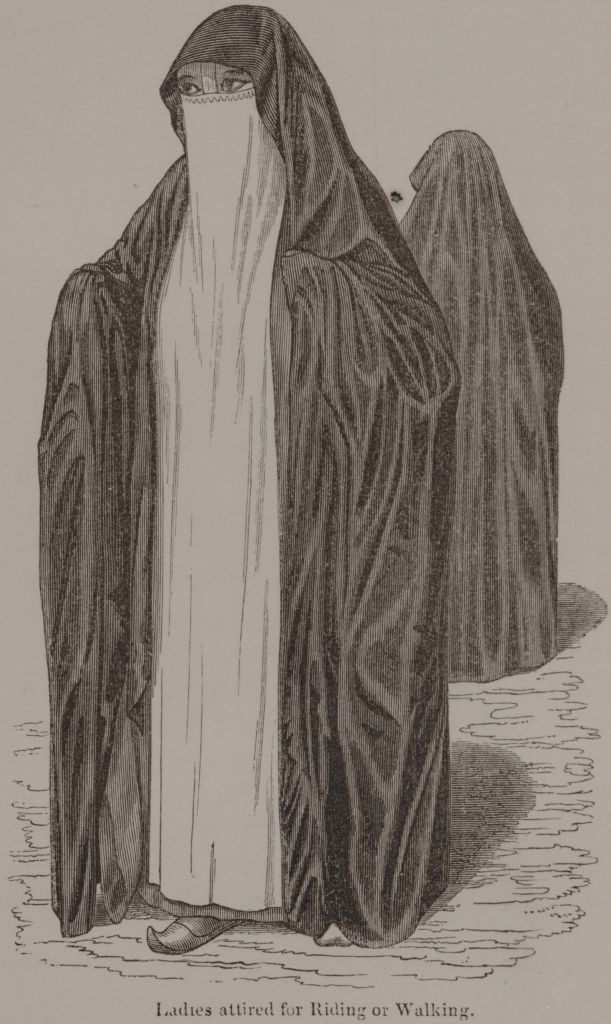
Vêtements de sortie pour une Égyptienne de la haute société (1836).
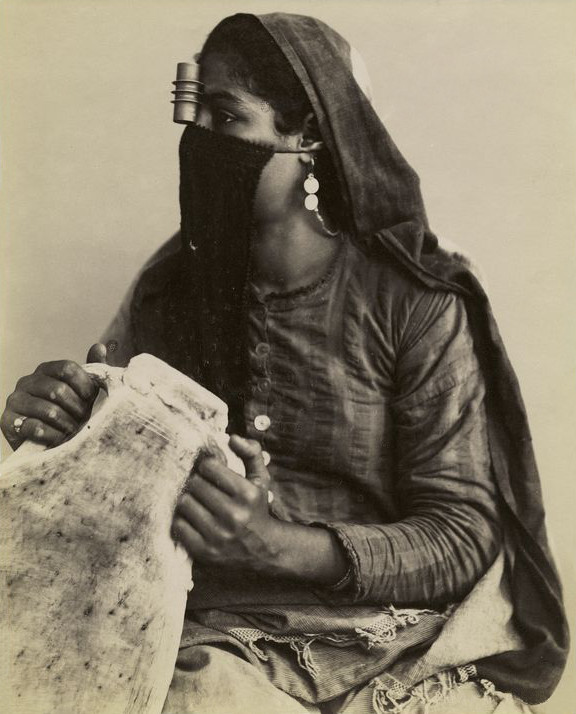
Caïrote (entre 1860 et années 1920).
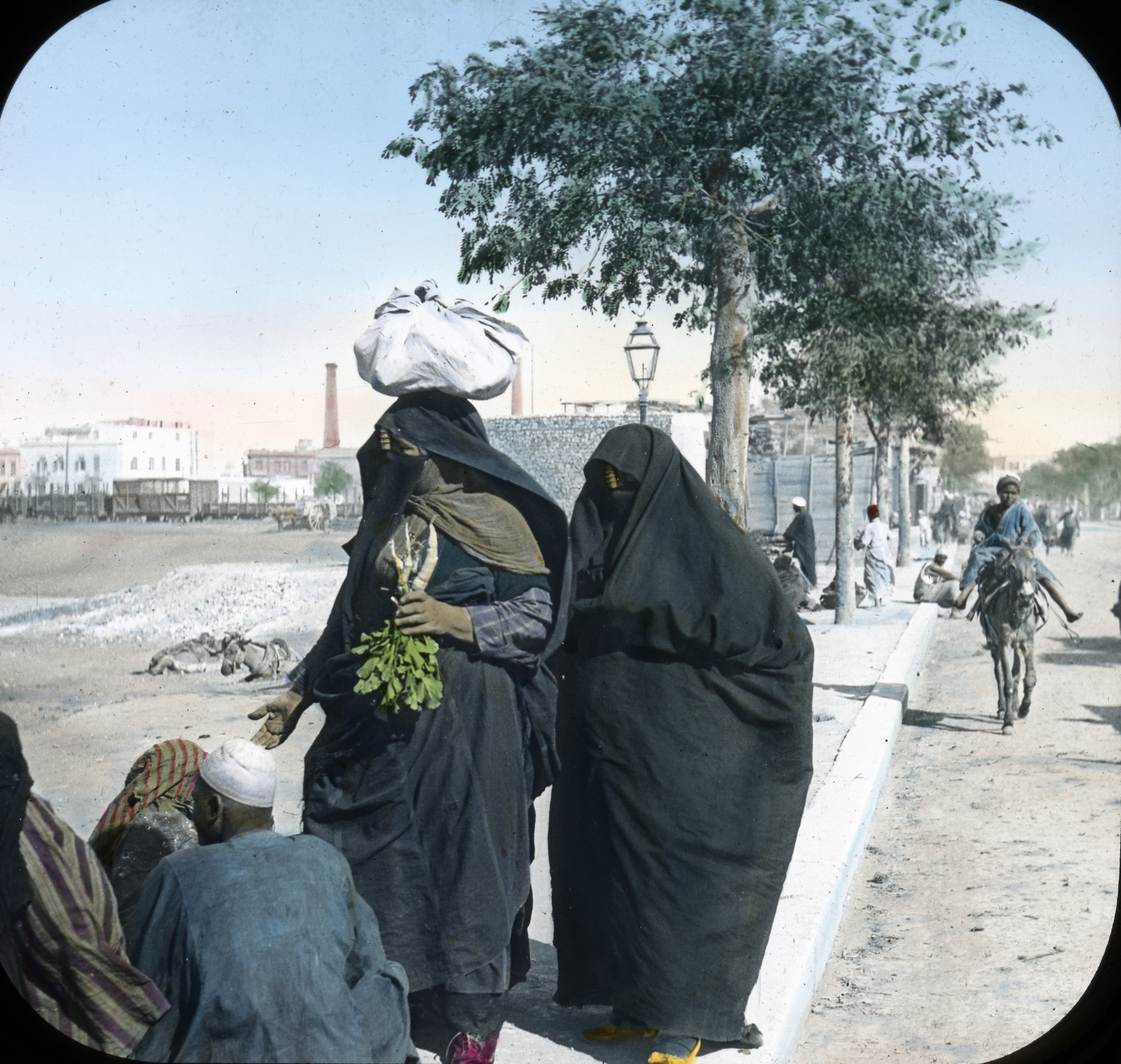
Femmes voilées et hommes au Caire.
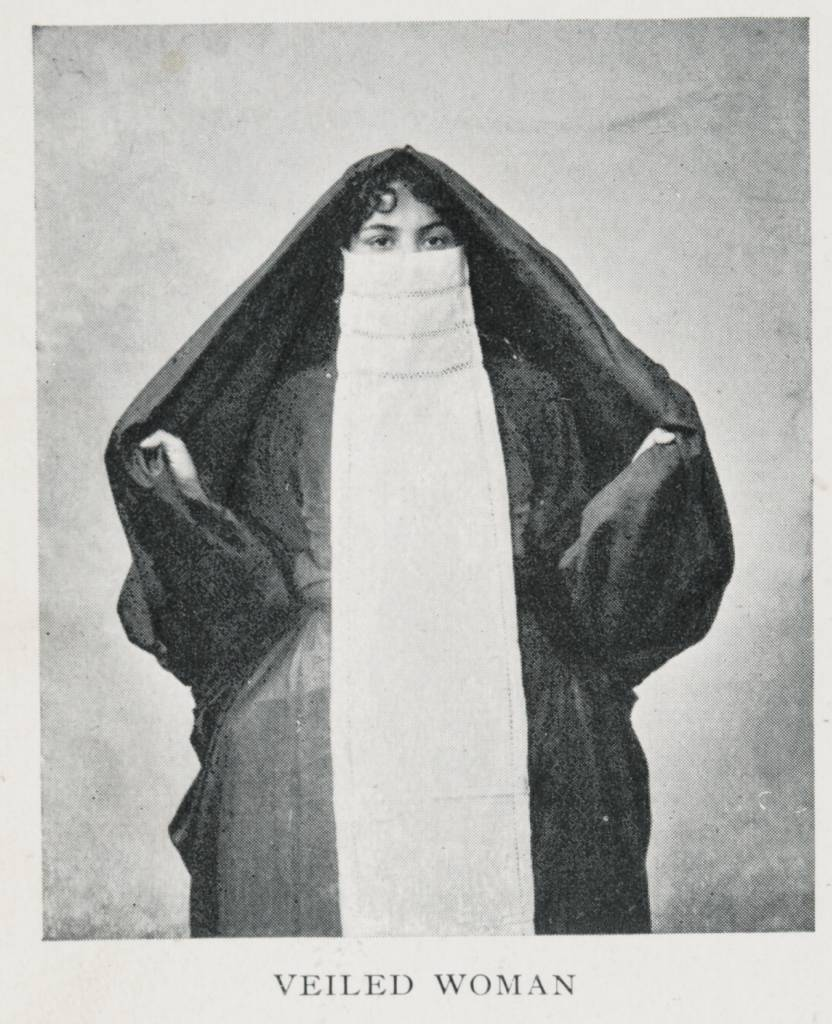
Femme voilée en Égypte (1906).
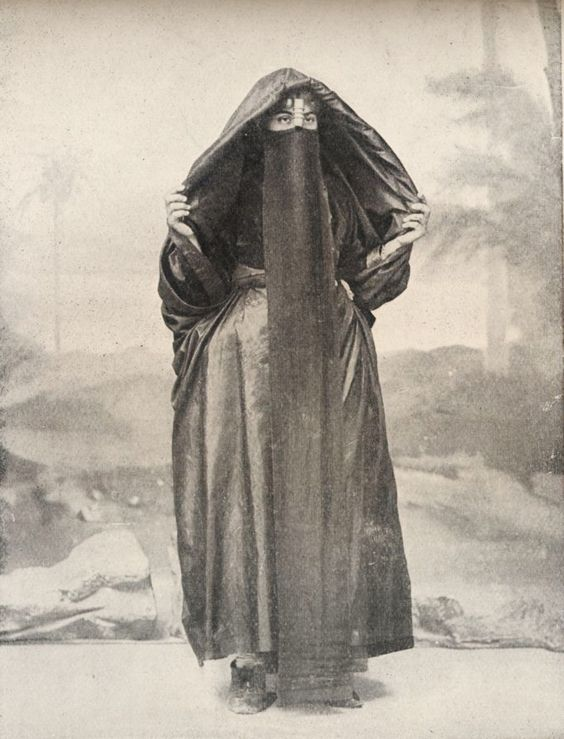
Femme copte (1918).
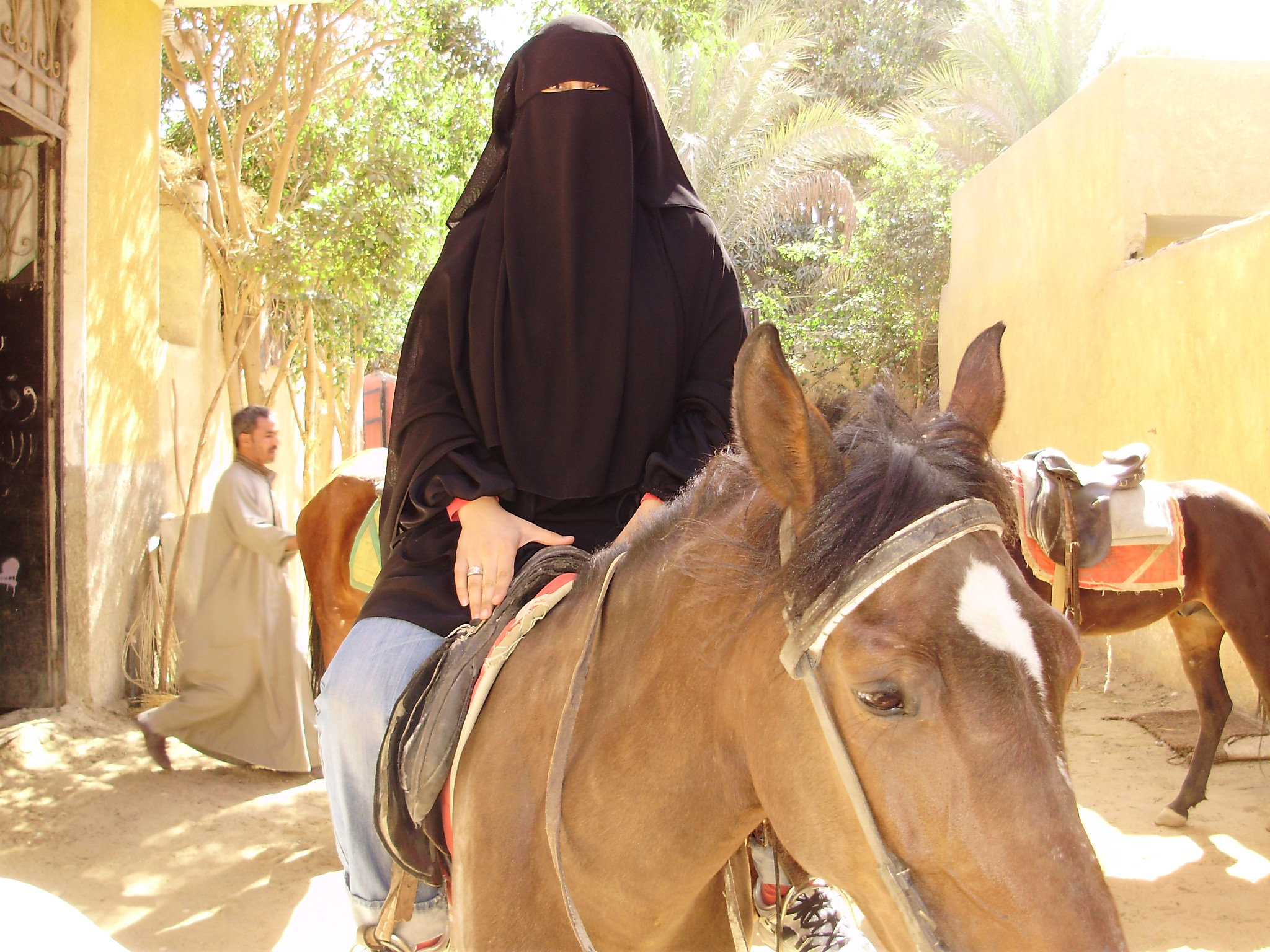
Égyptienne à cheval à Gizeh (2010).

### Iran

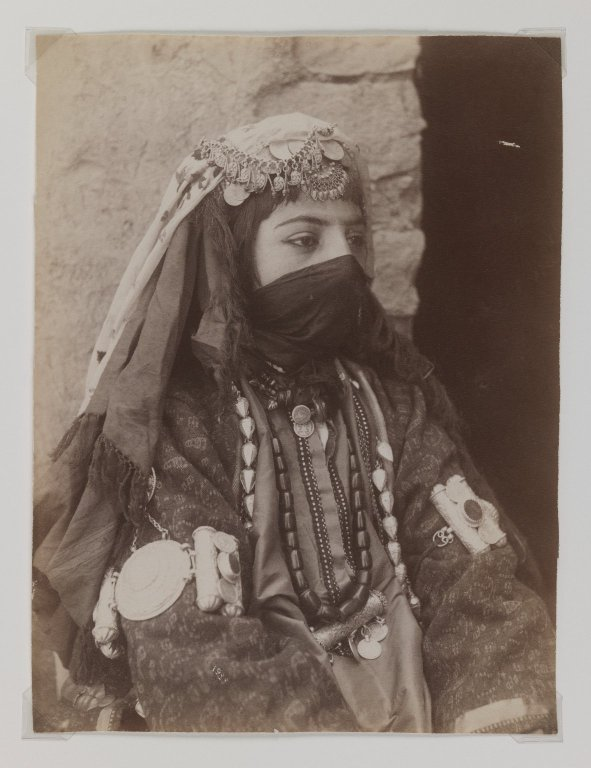
Membre de la famille du Shah d'Iran (entre 1875 et 1933).

Le niqab a été porté traditionnellement dans le sud de l'Iran par les minorités ethniques arabes depuis l'arrivée de l'islam jusqu'à la fin de la dynastie Kadjar. Il y eut de nombreuses variations régionales. Traditionnellement les femmes y portaient déjà le tchador bien avant la nouvelle religion.
Reza Shah interdit toutes les formes de voile en 1936, le considérant comme incompatible avec les ambitions d'un pays moderne. La police devait arrêter les femmes portant un niqab, lesquelles étaient sommées de le retirer avec usage de la force si nécessaire. Le clergé s'en insurgea, déclarant qu'il était obligatoire pour les femmes de se voiler le visage. De nombreuses femmes se rassemblèrent à la mosquée Goharshad le visage couvert en signe de protestation. 

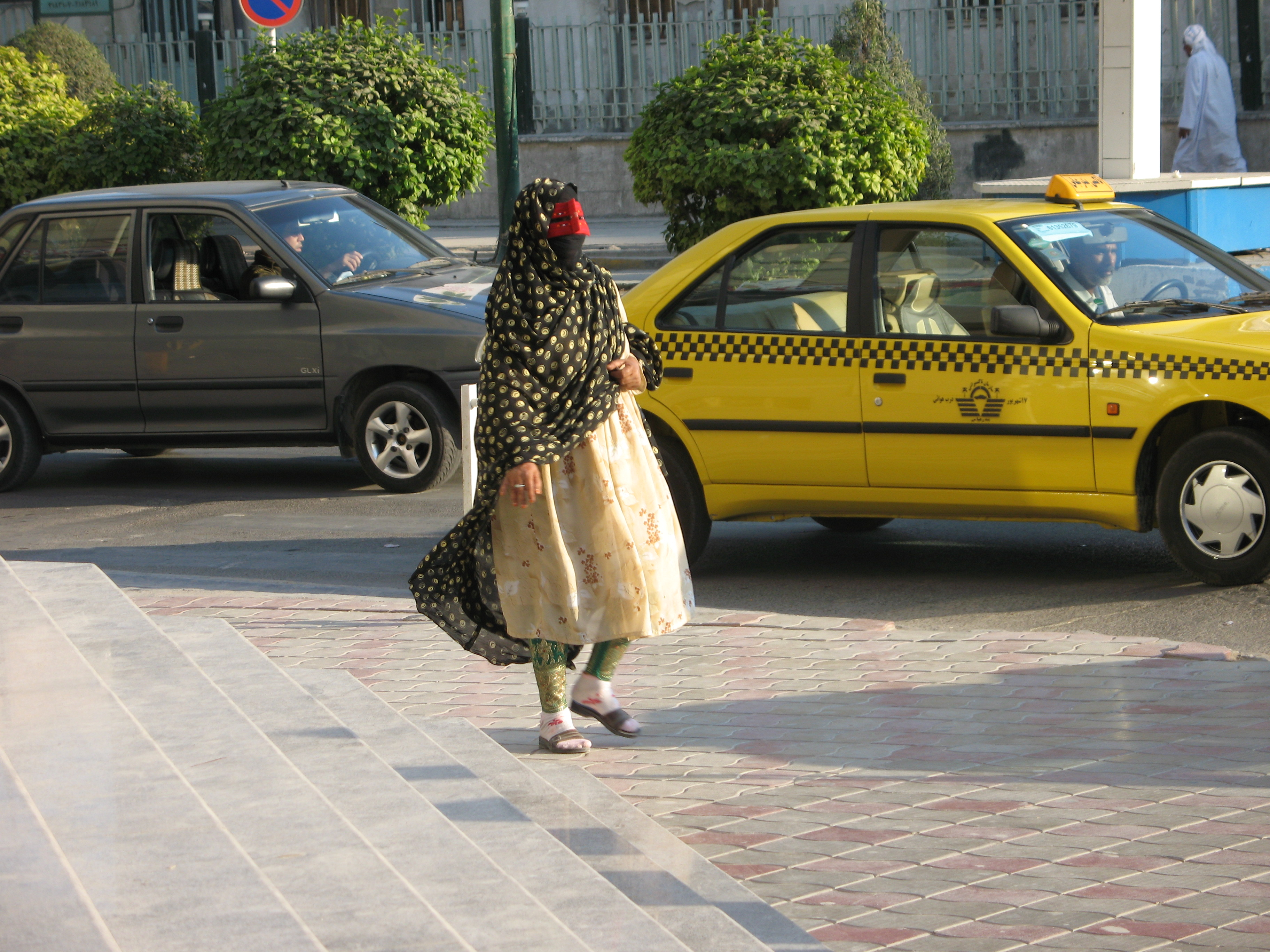
Une Iranienne vêtue d'un niqab à Bandar Abbas.

L'application de la loi s'assouplit entre 1941 et 1979. Le voilement du visage devint rare et les femmes se couvraient simplement d'un foulard. Les restaurants et hôtels à la mode refusaient de servir les femmes voilées d'un niqab. Les lycées et universités toléraient le foulard mais décourageaient aussi le niqab.
Après l'établissement du gouvernement de la république islamique, l'interdiction du niqab ne fut plus punie par les forces de l'ordre.
Dans l'Iran moderne, le port du niqab est rare et seulement pratiqué par des minorités ethniques et une minorité de musulmans arabes dans les cités côtières méridionales comme Bandar Abbas, Minab ou Bushehr. Quelques femmes de la province du Khuzestan, davantage arabe, portent toujours le niqab.

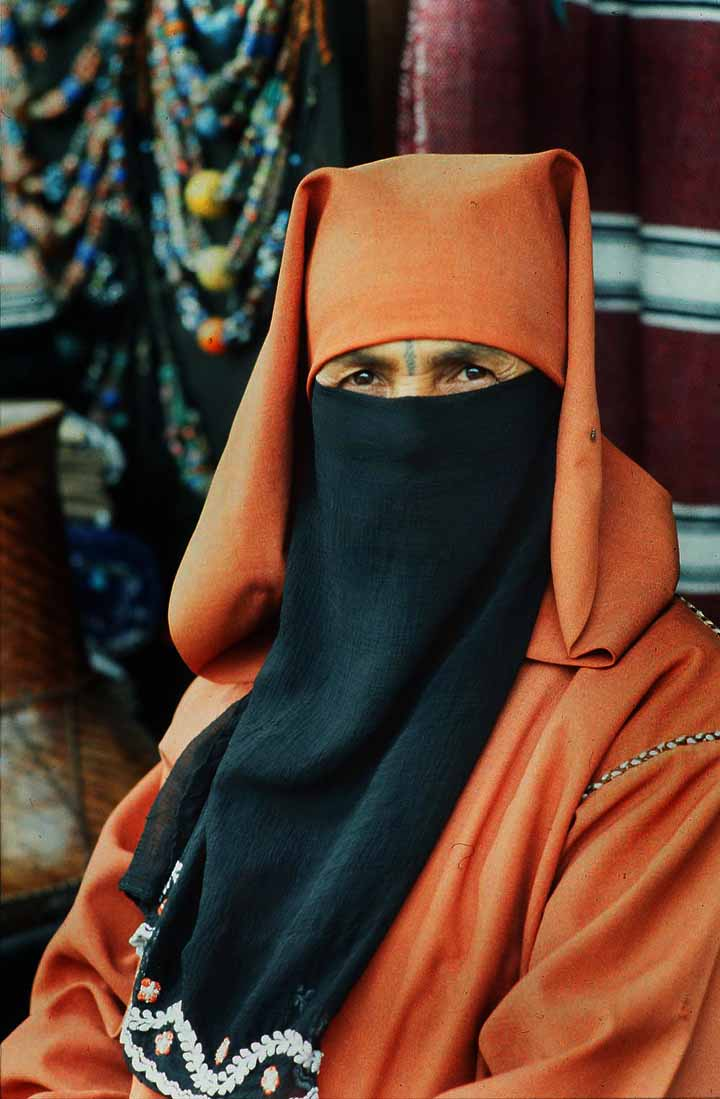
Femme portant le niqab marocain au Maroc.

### Maroc
En 2017, le Maroc interdit la fabrication et la vente de la burqa (niqab afghan) en invoquant des raisons de sécurité,.
Le niqab marocain quant à lui n'a jamais fait l'objet d'une interdiction quelconque.

### Syrie
En Syrie, les étudiantes en niqab ont été interdites de s'inscrire à l'université en 2010. Le gouvernement souhaitait y affirmer l'atmosphère laïque traditionnelle. En 2011 l'interdit s'était assoupli.

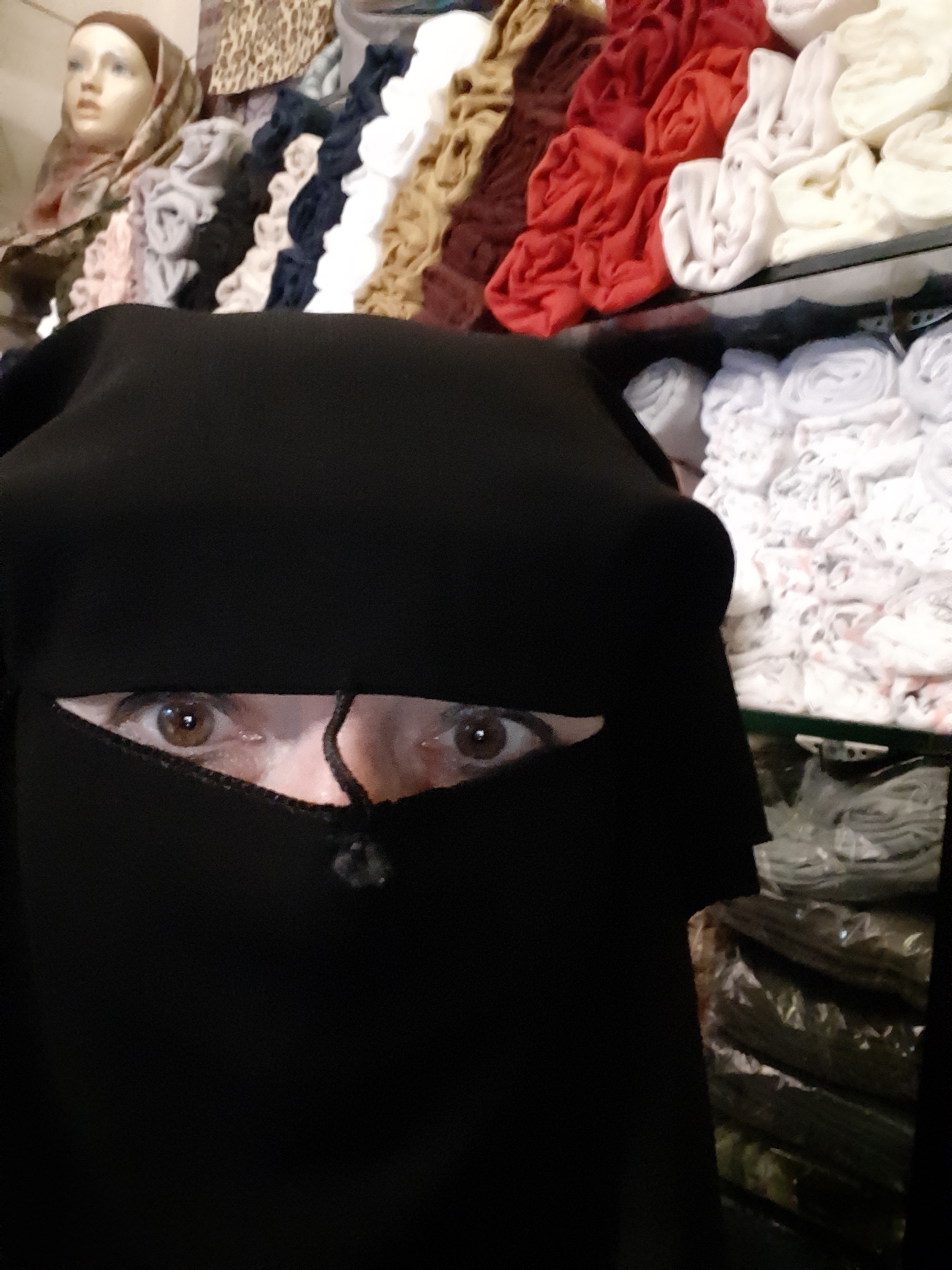
Femme à Nigabah au marché de Damas (2020).

### Tunisie
Le 5 juillet 2019, le Chef du gouvernement tunisien Youssef Chahed interdit le niqab dans les institutions publiques en Tunisie.

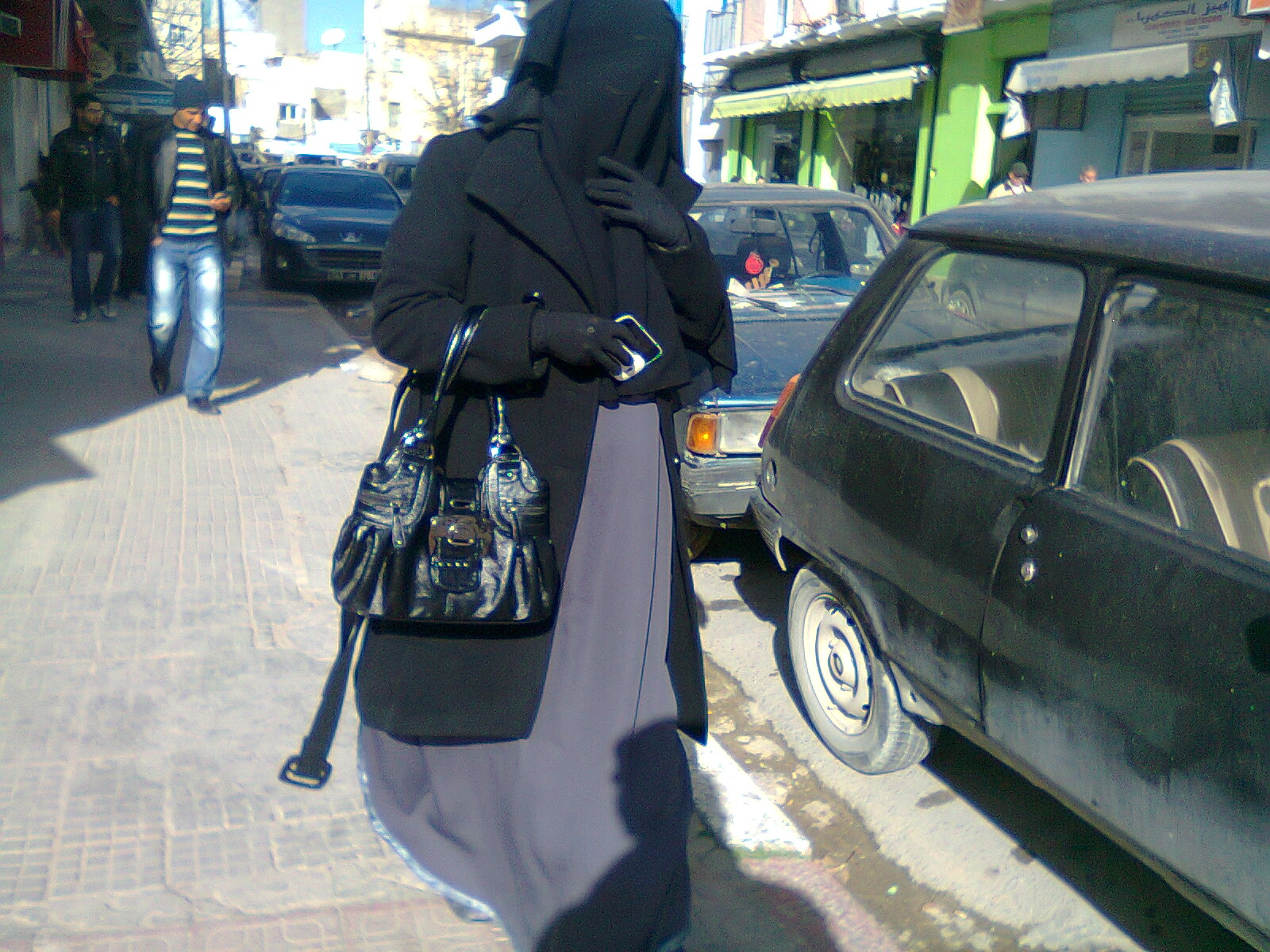
Femme portant un niqab dans les rues de Bizerte (2012).

### Yémen

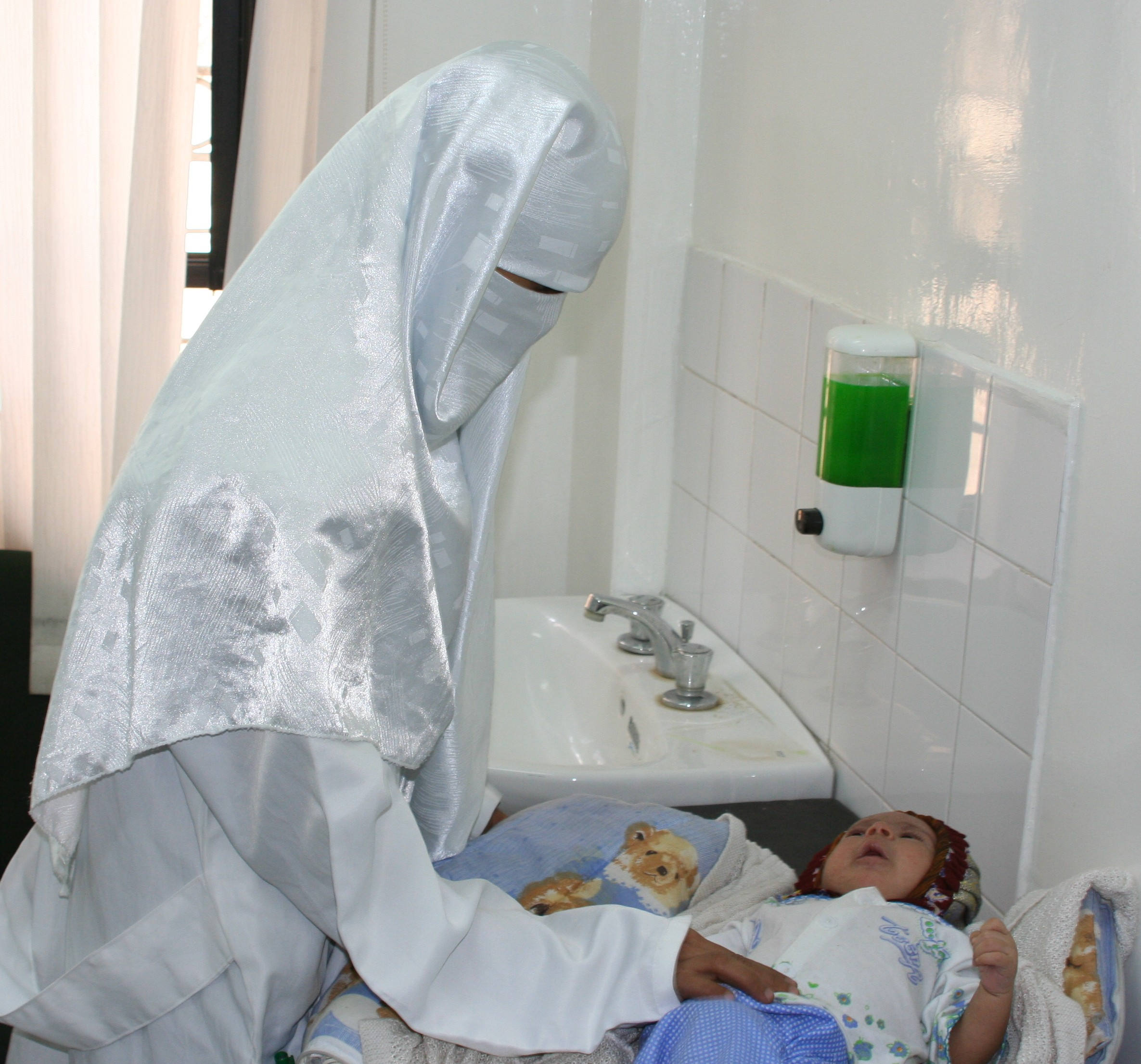
Yéménite habillée d'un niqab.

Depuis l'Antiquité, la tradition arabe du port du niqab est pratiquée au Yémen. Traditionnellement, les filles portent le voile dès l'adolescence,. Mais l'acceptation du niqab n'est pas entière : Tawakel Karman, une membre du principal parti politique d'opposition, le Congrès yéménite pour la réforme, a retiré son niqab à une conférence sur les droits de l'homme en 2004 et a depuis appelé les autres femmes à faire de même.

## Aspects politiques

Pays interdisant la niqab dans le monde (2025).
Interdit national – les pays interdisent des voiles intégraux.
Interdit local – certaines villes ou régions interdisent des voiles intégraux.
Interdiction de vente et de fabrication.
Interdit partiel – le gouvernement interdit les voiles intégraux dans certains endroits.

Pays interdisant la niqab en Europe (2025).
Interdit national – les pays interdisent des voiles intégraux.
Interdit local – certaines villes ou régions interdisent des voiles intégraux.
Interdit partiel – le gouvernement interdit les voiles intégraux dans certains endroits.

### Algérie

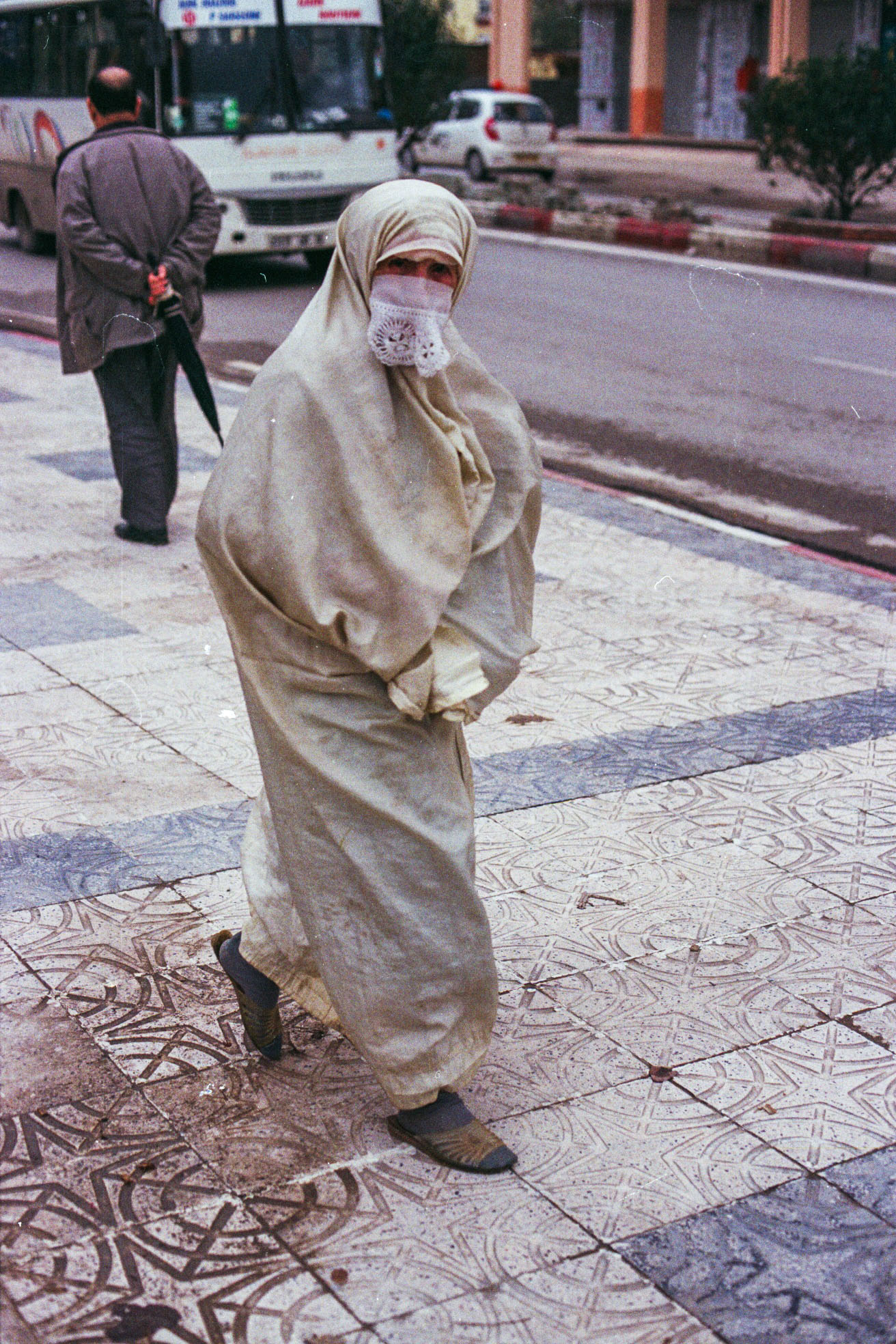
Femme à Bejaïa (2015).

Le niqab et la burqa sont formellement interdits pour les fonctionnaires depuis une ordonnance de 2006.
En 2018, le Premier ministre Ahmed Ouyahia fait un rappel à l’ordre en soulignant que «Les fonctionnaires et agents publics sont astreints à des obligations légales et statutaires particulières. Dans ce cadre, les fonctionnaires et agents publics doivent, outre les obligations professionnelles auxquelles ils sont soumis, observer les règles et exigences de sécurité et de communication au sein de leur service, qui imposent leur identification physique systématique et permanente notamment sur leur lieu de travail».
Plus loin, le Premier ministre ajoute : ils doivent «s’abstenir de porter toute tenue vestimentaire qui entrave l’exercice de leurs missions de service public, particulièrement le port du niqab qui est strictement interdit sur les lieux de travail».

### Allemagne
Le 27 avril 2017, les députés allemands adoptent une loi interdisant partiellement le port du voile intégral, notamment pour les fonctionnaires (les agents publics doivent avoir le visage totalement découvert dans le cadre de leurs fonctions).

### Belgique
Le port de la burqa et du niqab dans les lieux publics est interdit, du moins théoriquement, dans de nombreuses communes belges, par des règlements de police locale (zonale). Une proposition de loi dans ce sens déposée le 21 février 2005 à la Chambre des représentants par François-Xavier de Donnea (député du Mouvement réformateur, droite) n'a pas recueilli l'approbation de cette assemblée.
Les conseils d'au moins deux zones de police locale, Bruxelles-Ouest (regroupant les communes de Berchem-Sainte-Agathe, Ganshoren, Koekelberg, Jette, Molenbeek) et Maaseik, ont adopté des règlements généraux de police interdisant à quiconque de « se présenter dans l'espace public masqué ou déguisé », sauf autorisation expresse du bourgmestre. Quiconque enfreint ce règlement à Bruxelles-Ouest « sera puni d'une amende administrative de 150 €, ». En mai 2008, une étude universitaire a révélé que 33 procès-verbaux avaient déjà été dressés dans des zones de police bruxelloises pour cette infraction, 21 à Molenbeek, 3 à Koekelberg, 2 à Saint-Gilles et 1 à Bruxelles.
Dans les autres zones de police, les règlements généraux maintiennent en vigueur des articles disposant par exemple que « hors le temps du carnaval, nul ne peut se montrer masqué ou travesti dans les rues » ou que « sans autorisation de l’autorité compétente, il est interdit sur le domaine public de se dissimuler le visage par des grimages, le port d'un masque ou tout autre moyen, à l'exception du "temps du carnaval, », qui laissent théoriquement la possibilité de verbaliser pour le port du niqab ou de la burqa.
Le 29 avril 2010, la Chambre des représentants (députés) a adopté à l'unanimité moins deux abstentions la proposition de loi de Daniel Bacquelaine du Mouvement Réformateur (droite libérale) visant à interdire le port de tout vêtement cachant totalement ou de manière principale le visage,. Toutefois, la dissolution anticipée du Parlement a eu pour conséquence que cette proposition doit à nouveau effectuer tout le parcours législatif.
Le 26 janvier 2011, un jugement du Tribunal de police de Bruxelles a donné raison à une femme verbalisée à deux reprises dans le cadre du règlement général de police de la commune d'Etterbeek, estimant dans des attendus de 8 pages que la commune « ne démontre pas qu’une restriction d’une telle ampleur était nécessaire pour assurer la sécurité… Il existe de nombreuses autres situations dans lesquelles des personnes peuvent être amenées à dissimuler leur visage… Que l’on songe notamment aux grands froids récents qui ont amené nombre de citoyens à dissimuler jusqu’à leur nez sous des cagoules et autres écharpes montantes sans être inquiétés. » Le bourgmestre d'Etterbeek, Vincent De Wolf (Mouvement réformateur) a annoncé que la commune envisage d'aller en cassation contre ce jugement.
Le 28 avril 2011, la proposition de loi a été re-déposée et re-votée par le parlement en affaires courantes. Cette proposition de loi ne manque pas de susciter des réactions.
Le 11 juillet 2017, la CEDH confirme l'interdiction du port du niqab en Belgique.

### Danemark
Le 31 mai 2018, le parlement de Danemark adopte une loi interdisant partiellement le port du voile intégral,.

### France
Après une mission d'information sur la pratique du port du voile intégral sur le territoire national, l'Assemblée nationale, dans sa résolution adoptée le 11 mai 2010, « considère que les pratiques radicales attentatoires à la dignité et à l’égalité entre les hommes et les femmes, parmi lesquelles le port d’un voile intégral, sont contraires aux valeurs de la République. »
Le 19 mai 2010, le gouvernement français dépose sur le bureau du parlement un projet de loi interdisant la dissimulation du visage dans l'espace public.

La loi n° 2010-1192 du 11 octobre 2010 interdisant la dissimulation du visage dans l'espace public est adoptée par le parlement. L'article 1 précise : 

« Nul ne peut, dans l'espace public, porter une tenue destinée à dissimuler son visage. »

Un an plus tard, un premier bilan mitigé est publié par France 24.

### Québec (Canada)
Le 18 octobre 2017, l'Assemblée nationale du Québec adopte la Loi 62 qui interdit aux fonctionnaires et aux usagers le port de vêtements dissimulant le visage au moment de l'octroi et de la réception de services publics.

### Sri Lanka
En 2019, suivant les attentats du 21 avril 2019 au Sri Lanka tous les vêtements qui dissimulent le visage étaient temporairement interdits. La mesure d'interdiction du niqab et de la burqa été confirmée le 13 mars 2021 par le gouvernement, entrainant des protestations de certains musulmans.

## Galeries

Jadis
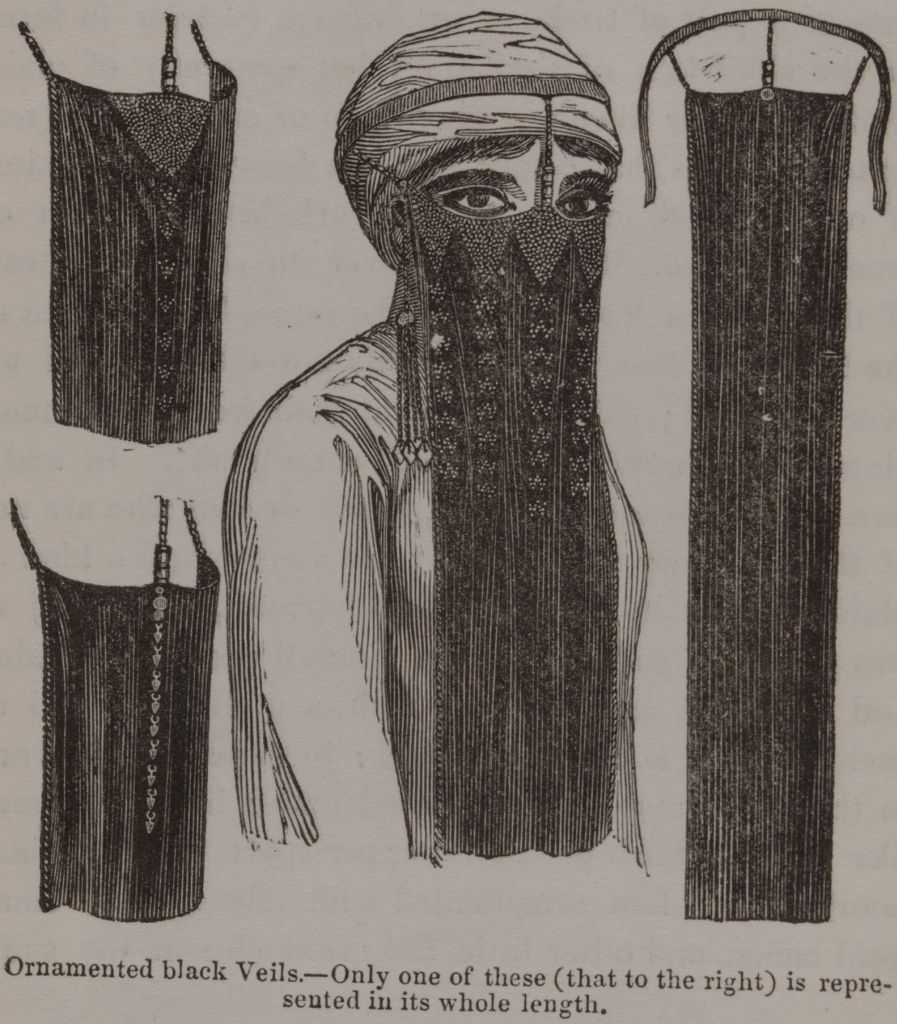
Ornements de voiles noirs en Égypte (1836).
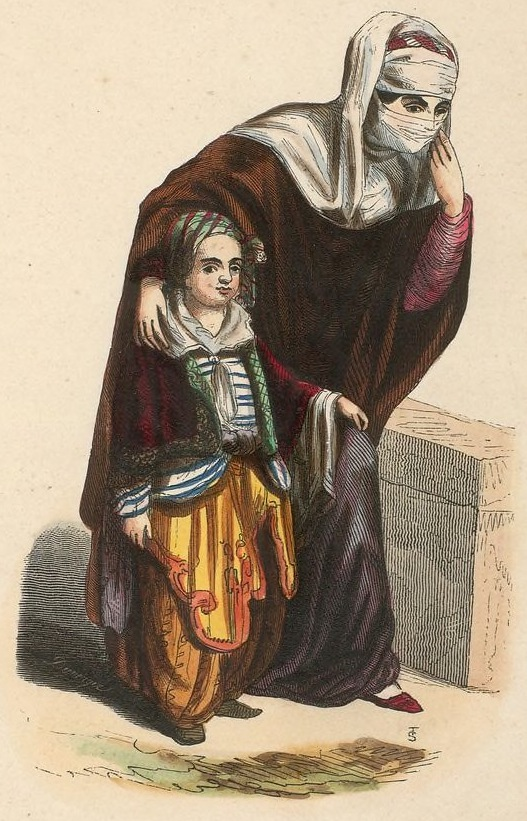
Femme turque et son enfant (1844).
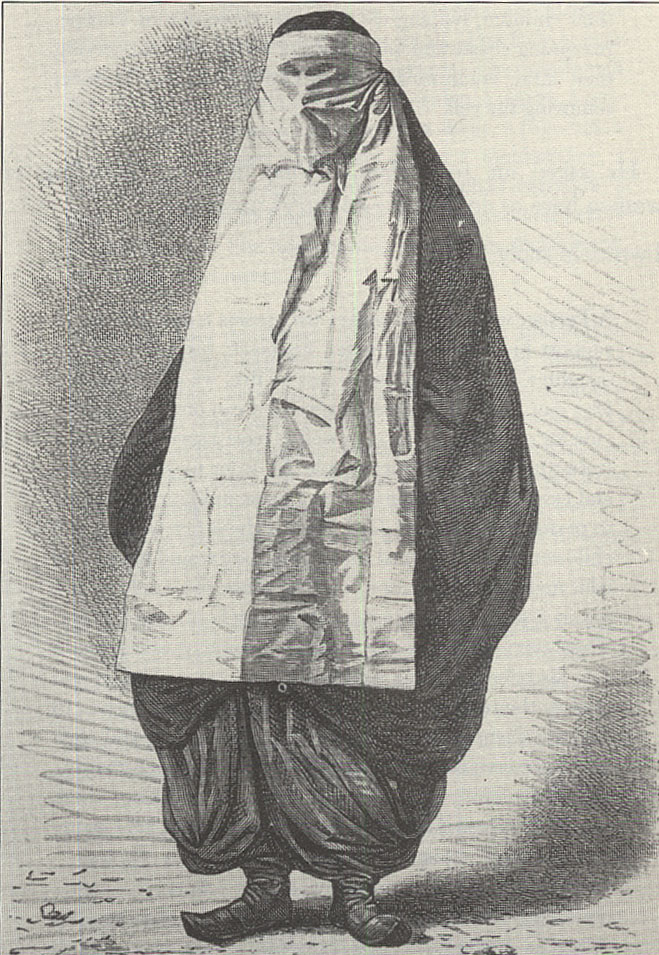
Gravure d'une femme portant un niqab, Iran (1882).
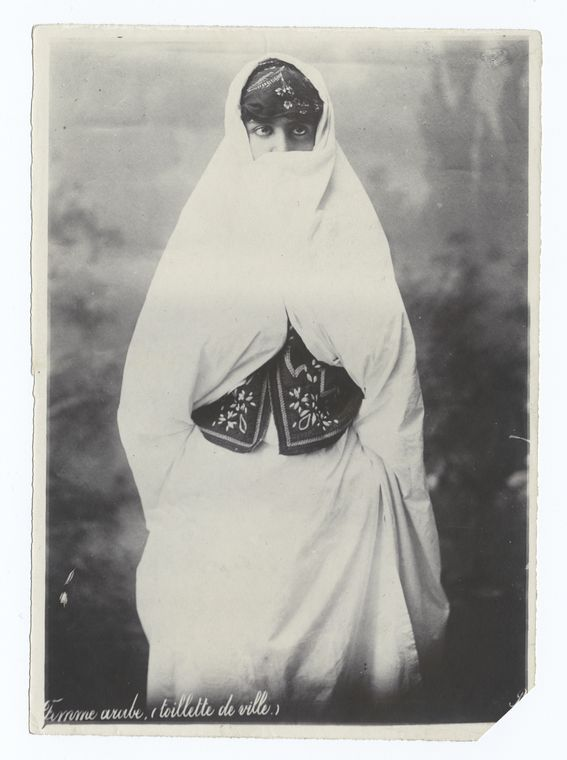
« Femme arabe en toilette de ville » en Égypte ou Syrie (entre années 1860-1920).
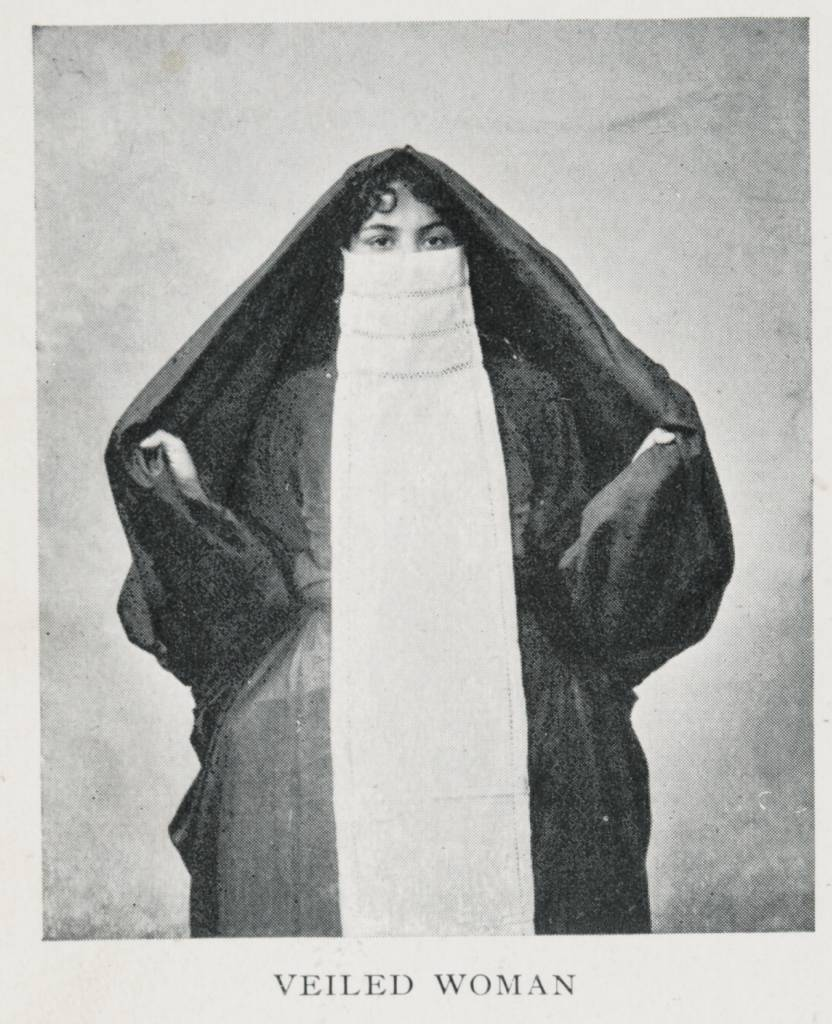
Égyptienne portant une coiffe et une robe sombres et un long voile blanc couvrant son visage à partir du nez et pend jusqu'à ses pieds (1906).

De nos jours
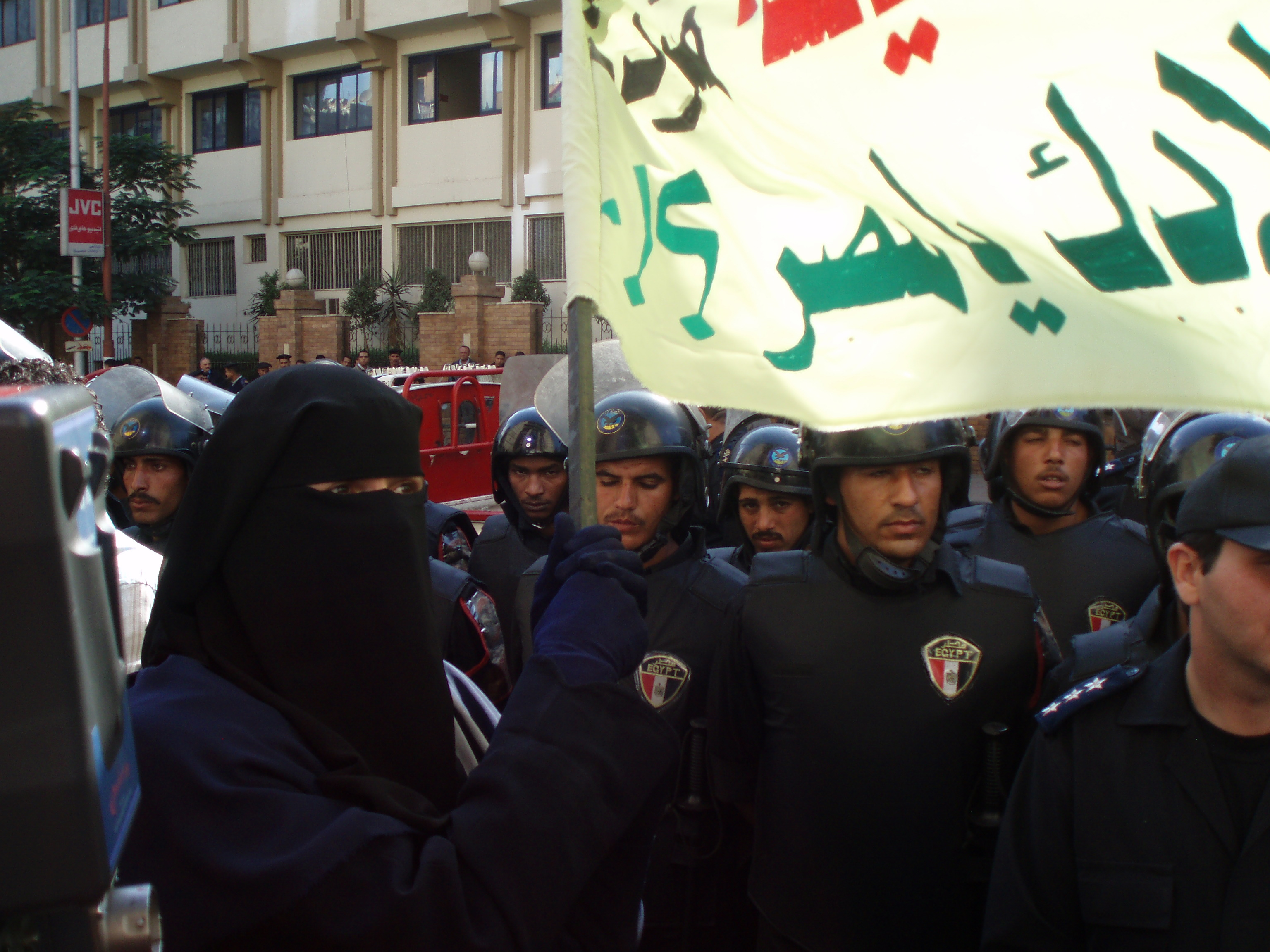
Porte-drapeau en niqab lors d'une manifestation contre les agressions sexuelles massives des femmes pendant l'Aïd au  Caire (2006).
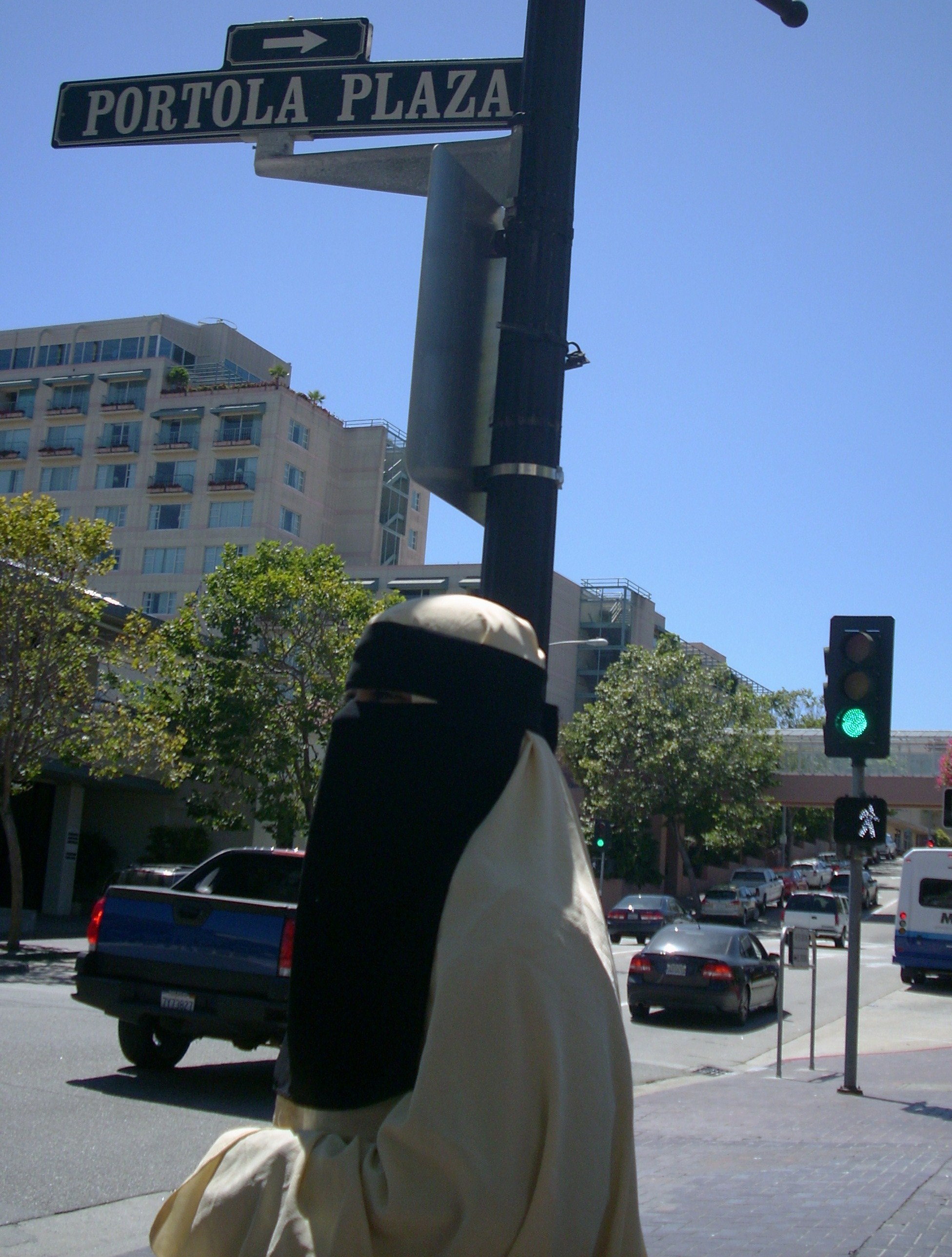
Femme portant un niqab en Californie (2008).
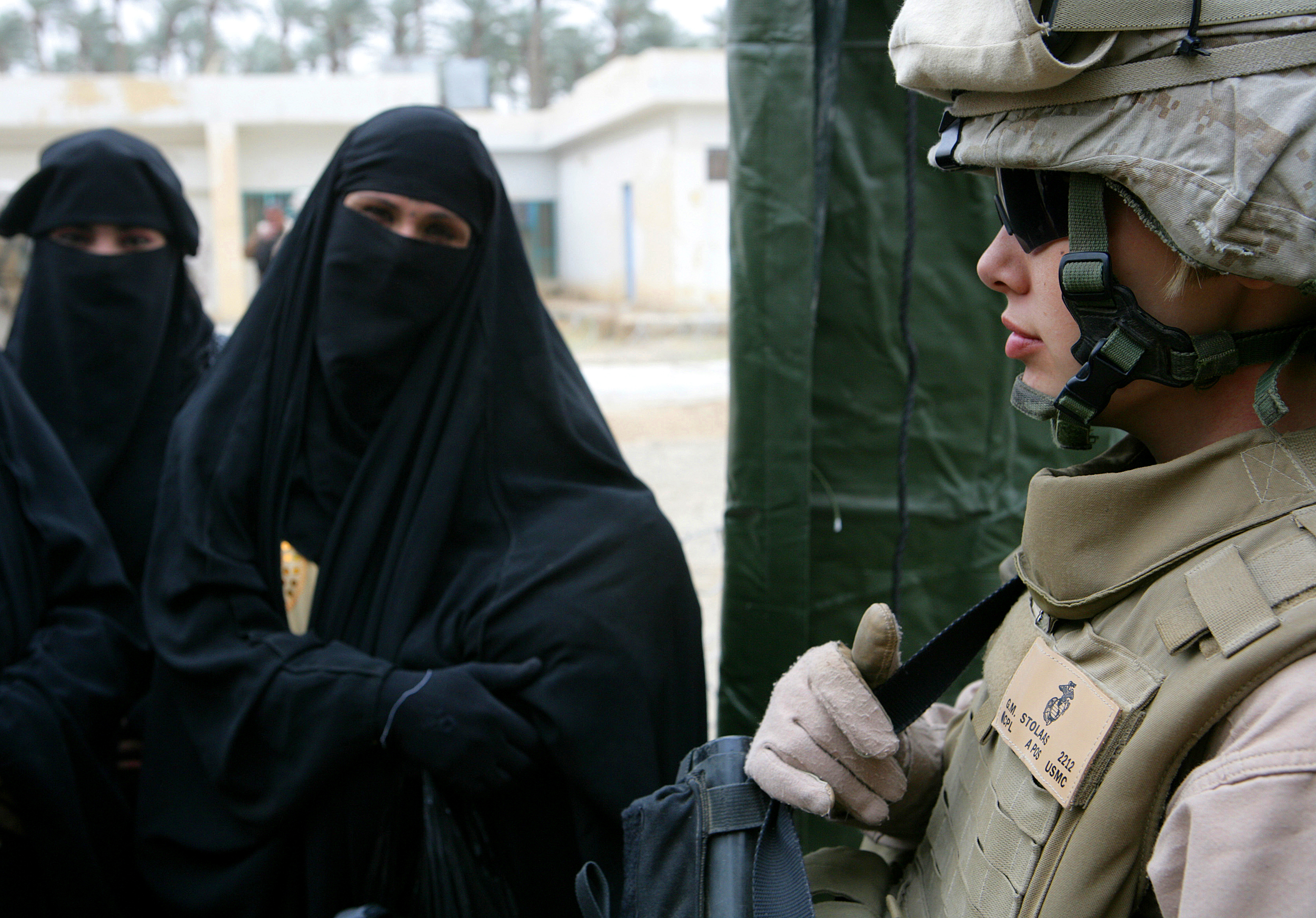
Femmes portant un niqab et marine américain gardant l'entrée d'une clinique médicale à Saqlawiyah en Irak (2008).
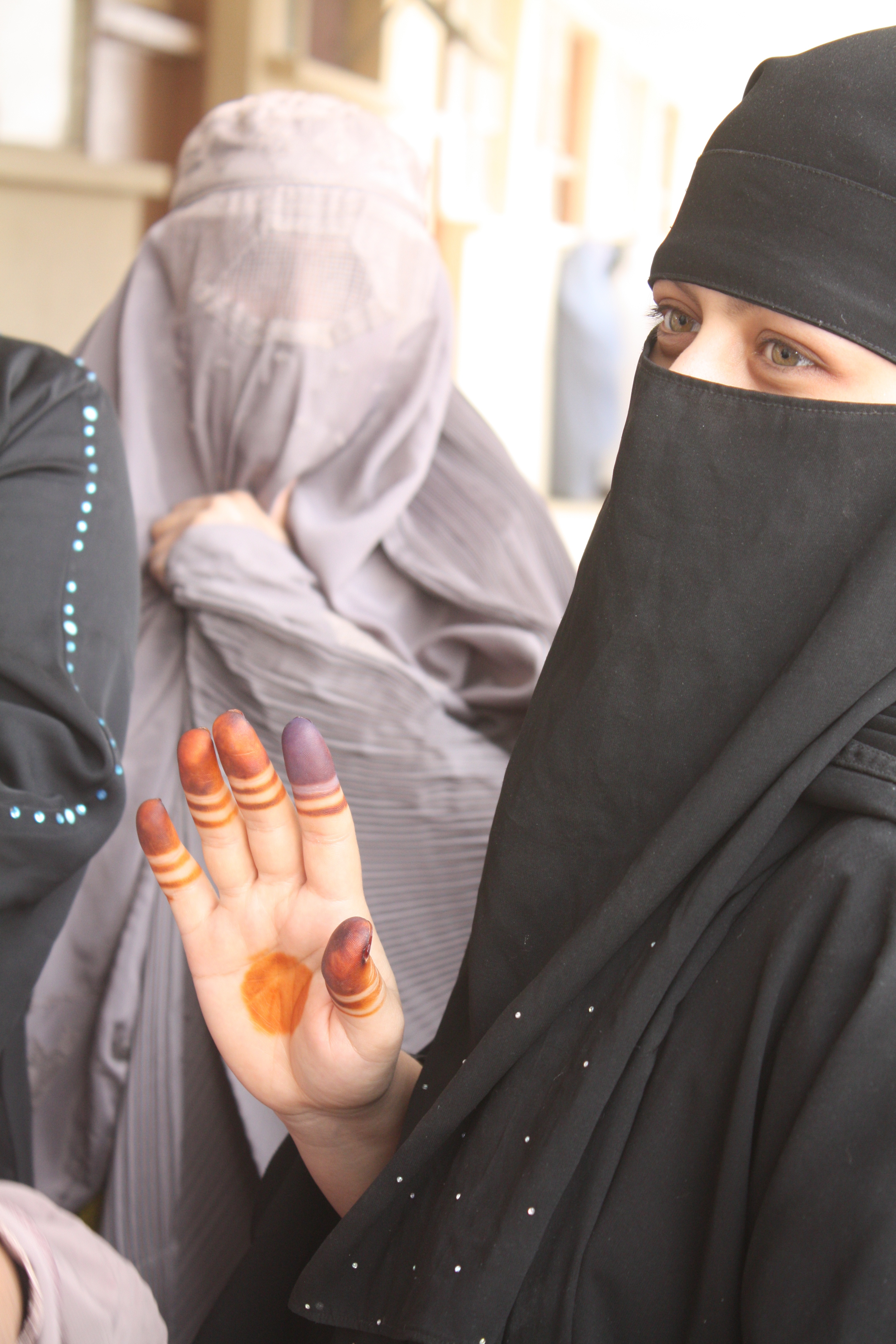
Femmes afghanes après avoir voté (2010).
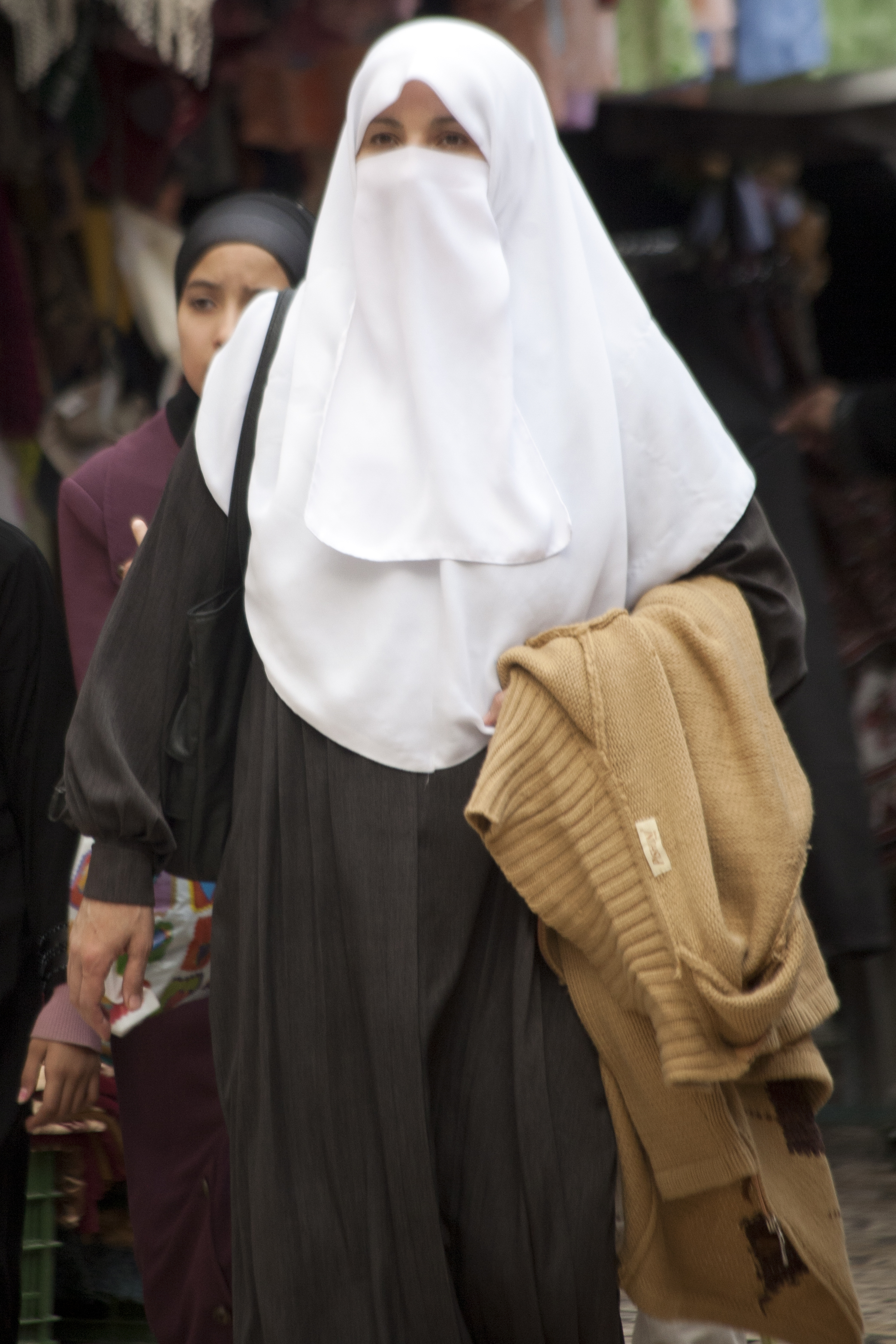
Femme portant un niqab dans la vieille ville de Jérusalem (2010).
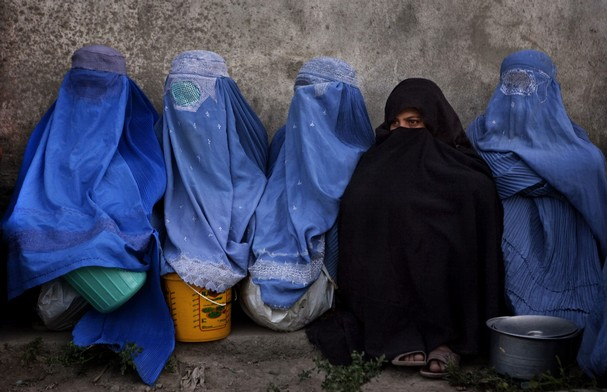
Burqas et niqab portés par une tribu pachtoune devant un centre de distribution alimentaire en Iran (2011).
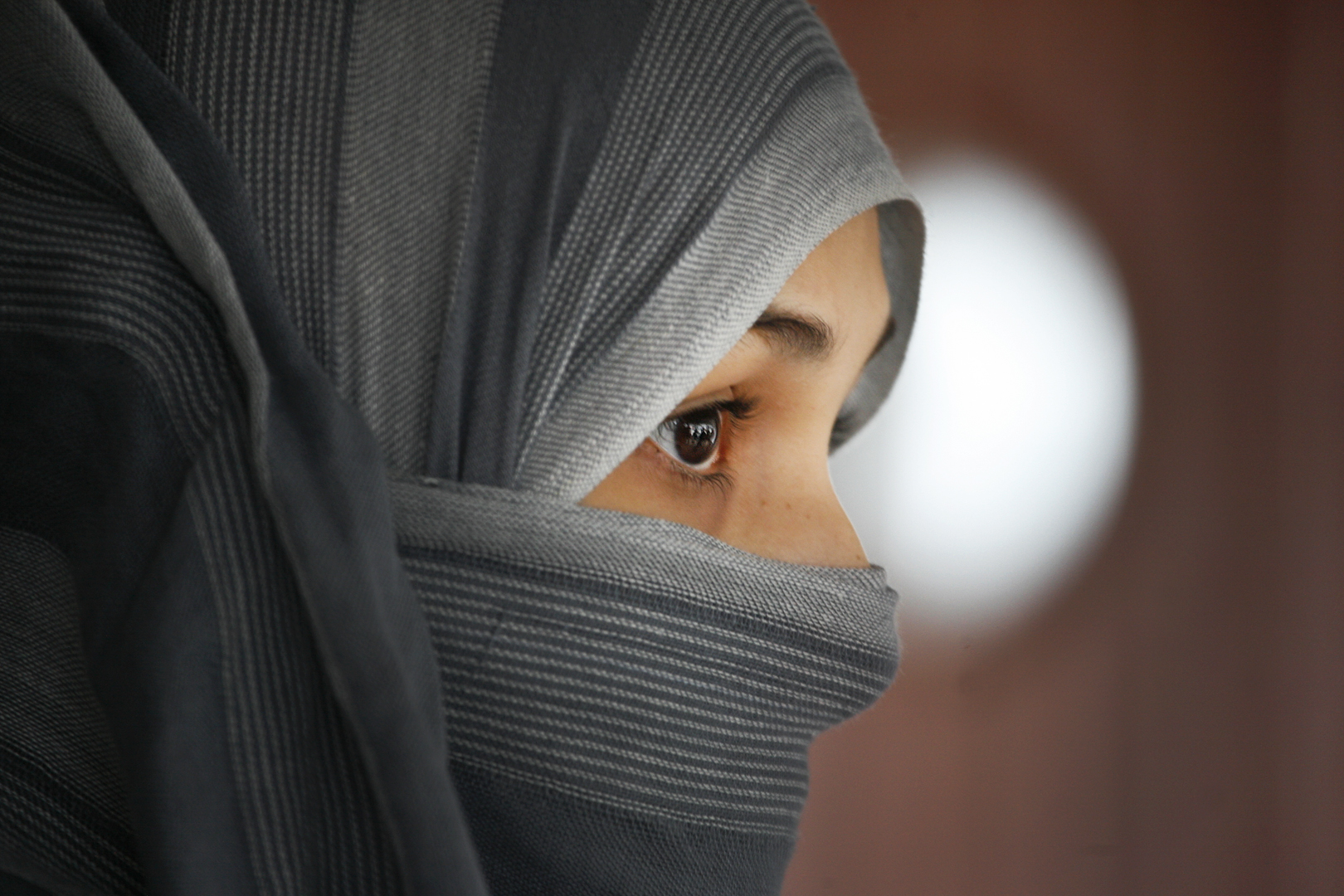
Jeune fille à Istanbul (2011).
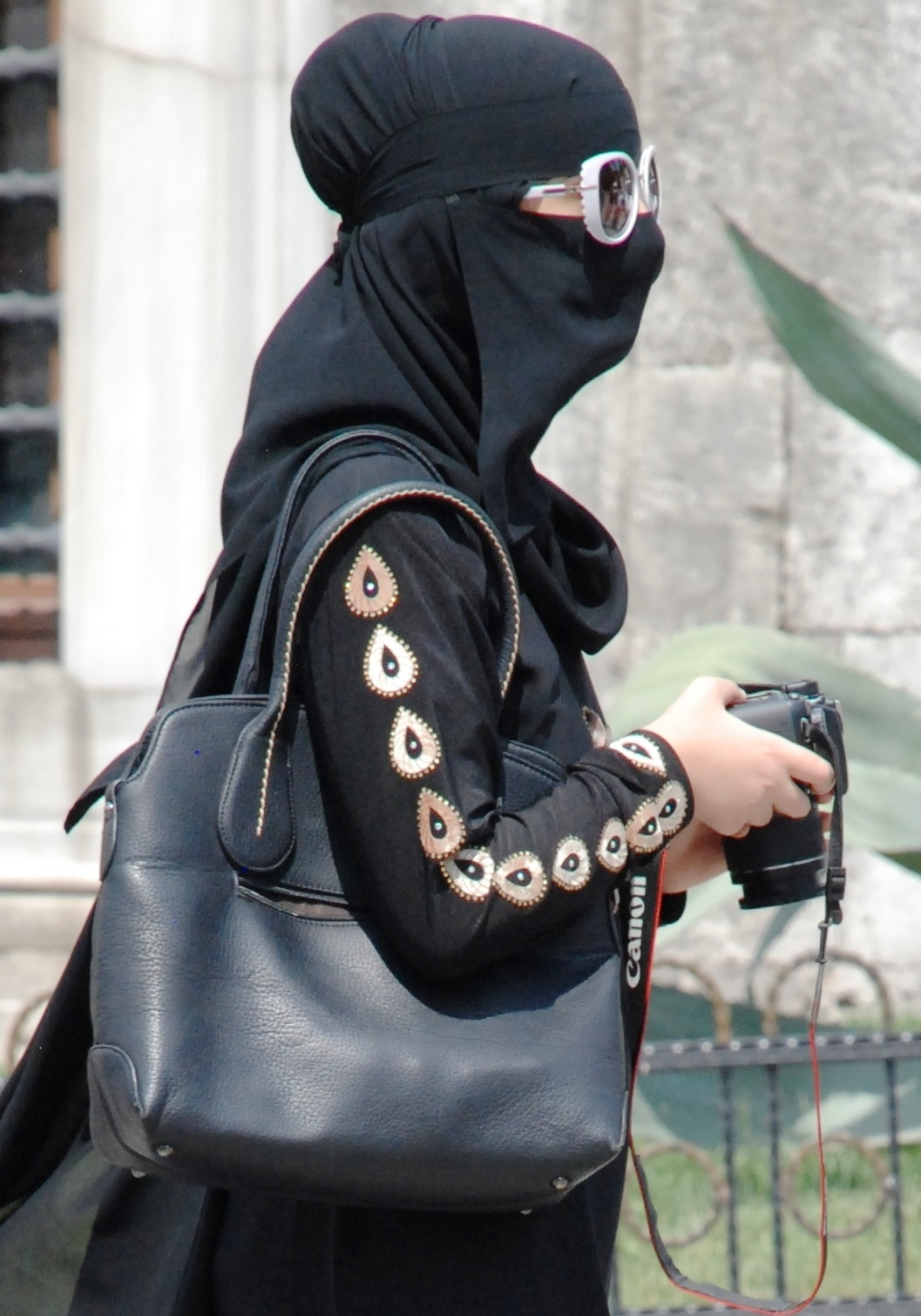
Niqab accessoirisé de façon moderne, Istanbul (2012).
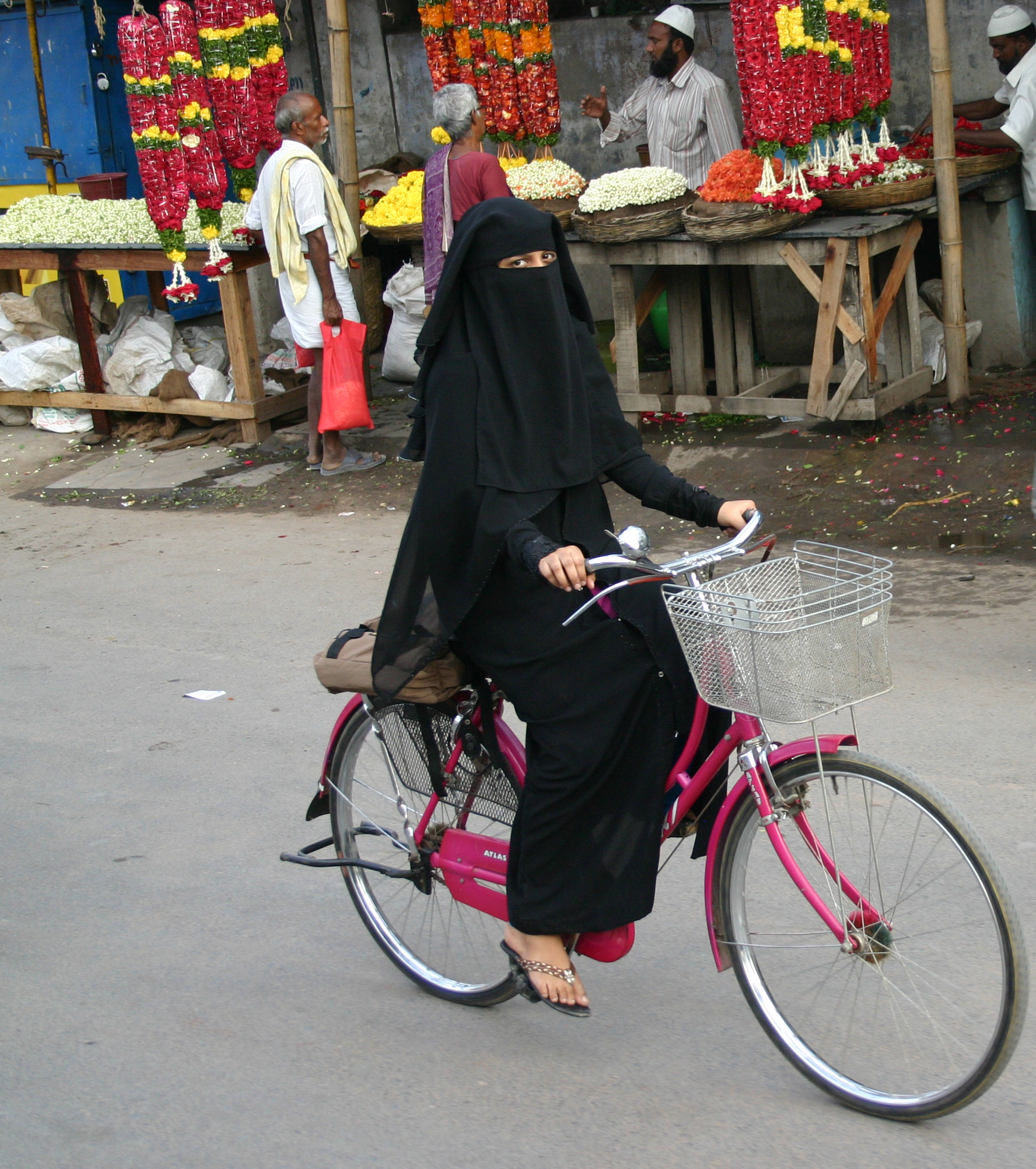
Cycliste en niqab à Kurnool en Inde (2013).
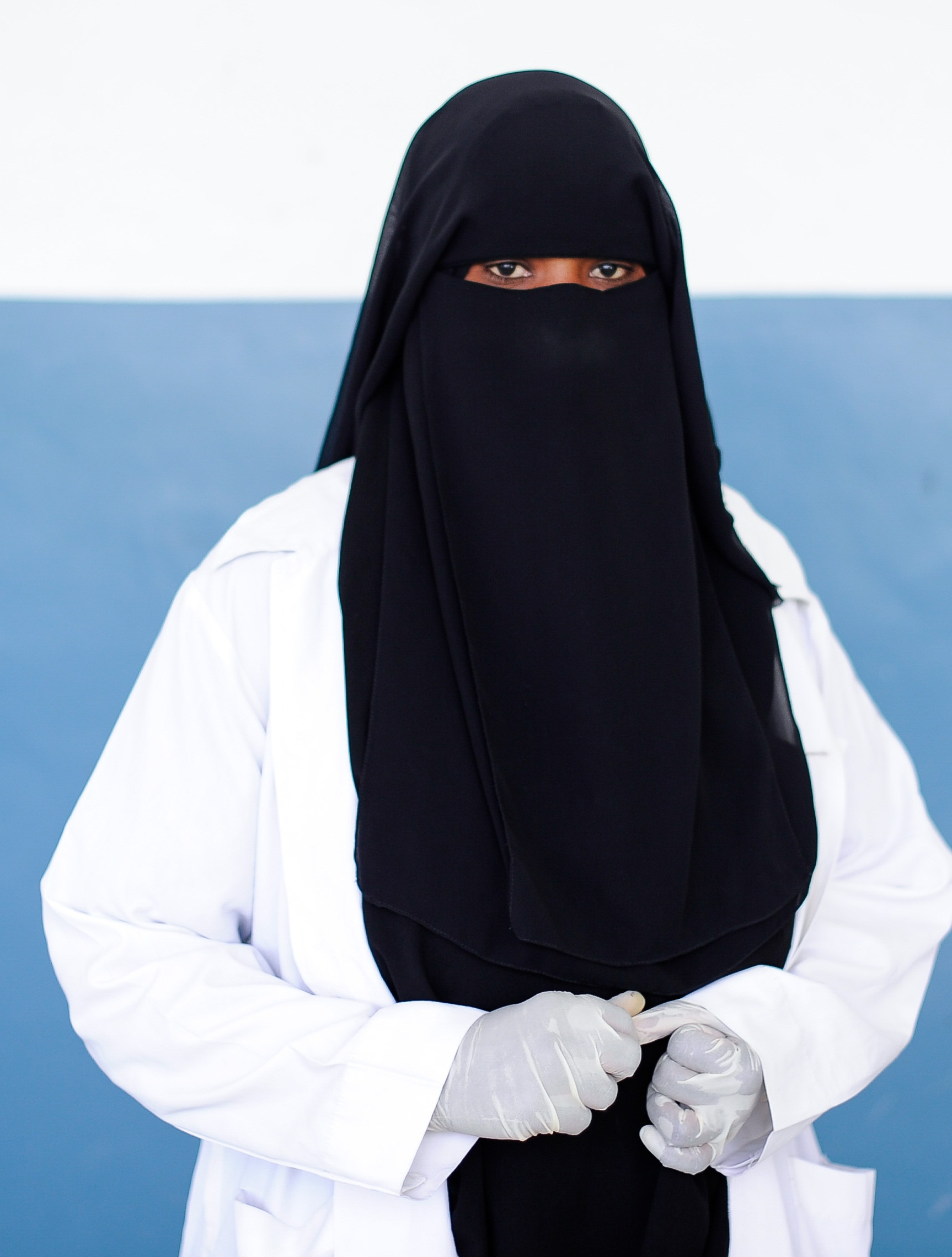
Infirmière lors de la Journée mondiale d'aide humanitaire à l'hôpital de Banadir en Somalie (2014).
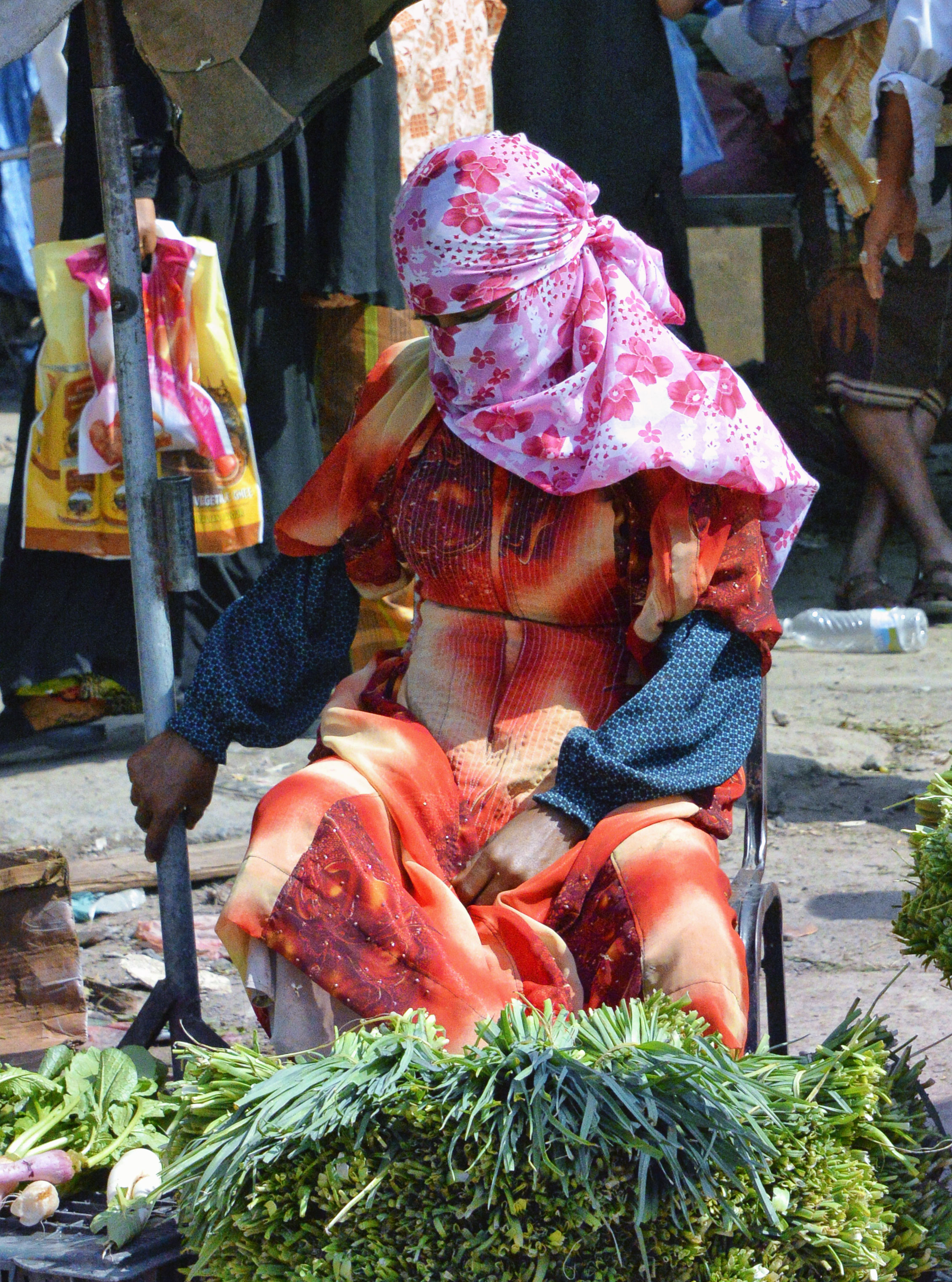
Vendeuse dans un souk au Yémen (2014).
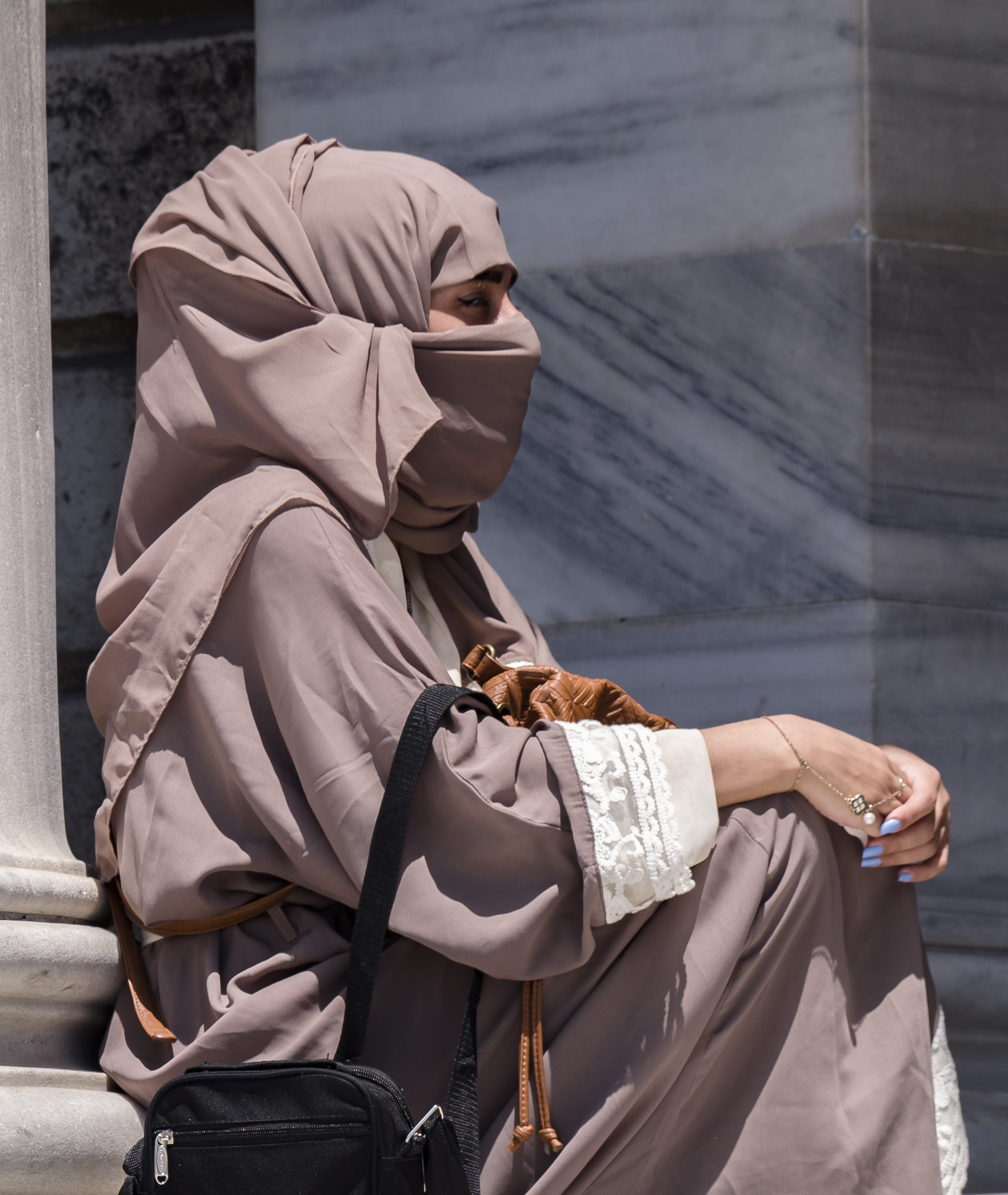
Femme musulmane au palais de Dolmabahce en Turquie (2015).
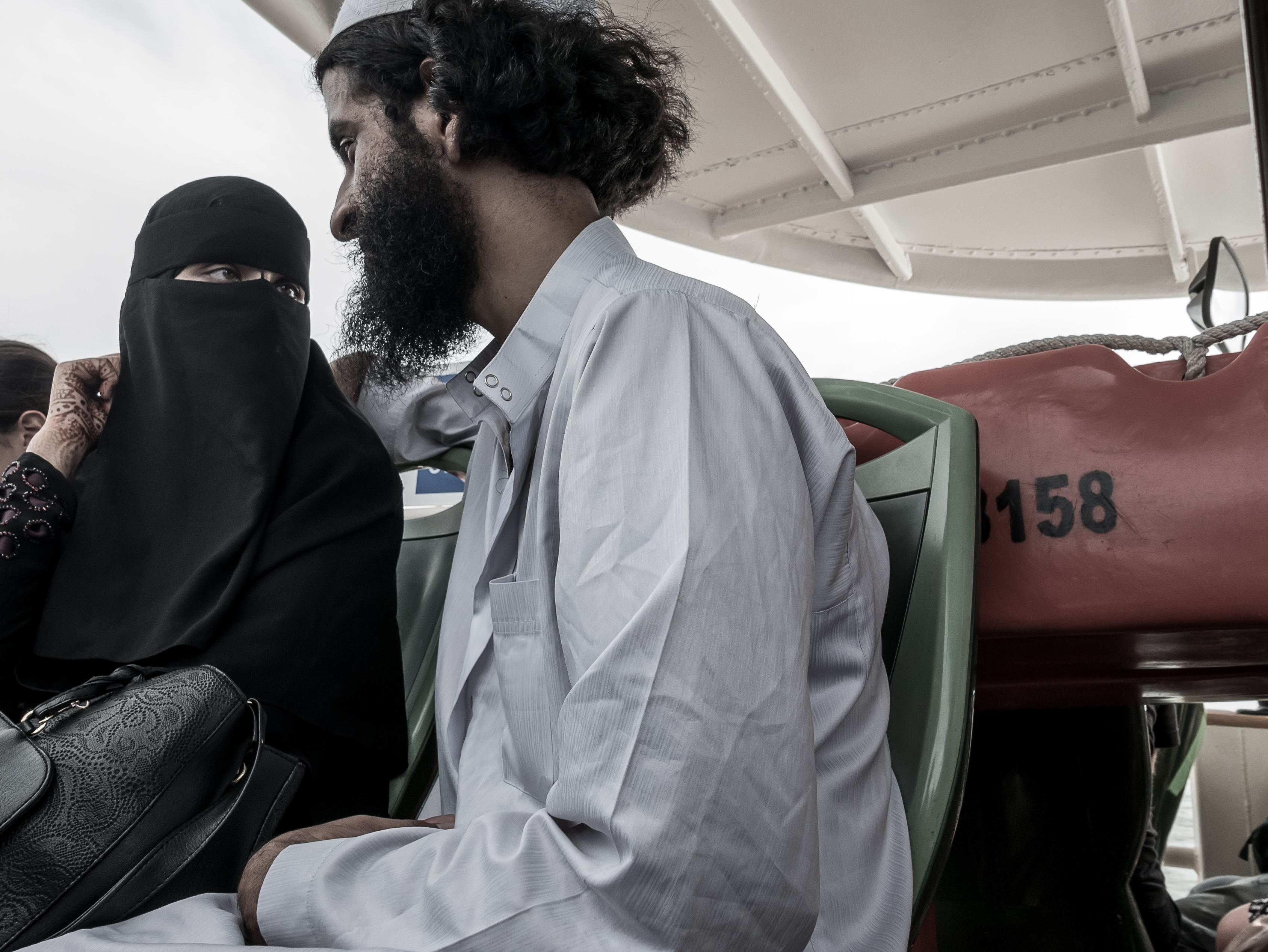
Couple à Venise (2016).